# Serie A 2019-2020
La Serie A 2019-2020 è stata la 118ª edizione della massima serie del campionato italiano di calcio (l'88ª a girone unico), disputata tra il 24 agosto 2019 e il 2 agosto 2020 e conclusa con la vittoria della Juventus, al suo trentaseiesimo titolo, il nono consecutivo.
Capocannoniere del torneo è stato Ciro Immobile (Lazio) con 36 reti, il quale ha eguagliato il primato di reti in una singola edizione della Serie A a girone unico, precedentemente stabilito da Gonzalo Higuaín nella stagione 2015-2016.
Disputato ai prodromi della pandemia di COVID-19 e per questo soggetto a vari rinvii e sospensioni, con una durata di 344 giorni questo campionato è stato il più lungo mai disputato nella storia della Serie A.

## Stagione

### Novità
A sostituire Chievo, Frosinone ed Empoli, retrocesse in Serie B nella stagione precedente, ci sono Brescia, vincitore della Serie B 2018-2019 e tornato nella massima serie dopo otto stagioni d'assenza, Lecce, tornato dopo sette stagioni d'assenza, e Verona, che ritorna dopo una stagione d'assenza da vincente dei play-off.
Le regioni più rappresentate sono l'Emilia-Romagna (Bologna, Parma, Sassuolo e SPAL) e la Lombardia (Atalanta, Brescia, Inter e Milan) con quattro squadre ciascuna. Con due club a testa ci sono Lazio (Lazio e Roma), Liguria (Genoa e Sampdoria) e Piemonte (Juventus e Torino). Infine vantano una formazione cadauna Campania (Napoli), Friuli-Venezia Giulia (Udinese), Puglia (Lecce), Sardegna (Cagliari), Toscana (Fiorentina) e Veneto (Verona); in particolare la Puglia torna ad avere almeno una squadra nella massima serie dopo 7 anni (l'ultima era stata nuovamente il Lecce nella stagione 2011-2012).
Dopo 26 anni di contratto tra la Diadora e l'Associazione Italiana Arbitri, cambia lo sponsor tecnico delle divise dei direttori di gara: da questa stagione i kit vengono forniti da Legea.
Con la ripresa del campionato, sospeso in precedenza a causa della pandemia di COVID-19, vengono concesse un massimo di cinque sostituzioni, da effettuare utilizzando un massimo di tre interruzioni di gioco, durante la disputa degli incontri.

### Calendario e orari di gioco
Il campionato ha avuto inizio sabato 24 agosto 2019, con gli anticipi della prima giornata; la conclusione, inizialmente fissata al 24 maggio 2020, è stata successivamente rimandata al 2 agosto 2020 per via della sopraggiunta pandemia di COVID-19. Erano previsti 3 turni infrasettimanali (25 settembre e 30 ottobre 2019, giocati regolarmente, e 22 aprile 2020, successivamente annullato), ma in seguito sono stati aggiunti 6 turni infrasettimanali (24 giugno e 1º, 8, 15, 22 e 29 luglio 2020) e 5 soste, 3 delle quali dovute agli impegni della Nazionale italiana nelle qualificazioni per l'Europeo 2020 in programma per l'8 settembre, 13 ottobre e 17 novembre 2019; una quarta, in programma per il 29 marzo 2020, è stata annullata per via della succitata pandemia.
Vi è stata inoltre una pausa natalizia, in occasione del 29 dicembre 2019. L'esperimento dei due turni natalizi in programma per il 26 dicembre (meglio conosciuto come il Boxing Day sul modello del campionato inglese) e per l'ultimo sabato prima di Capodanno è stato accantonato. Per la prima volta la Lega aveva preso in esame — sulla base di quanto già avviene in altri campionati europei — l'ipotesi di un calendario asimmetrico, ma il progetto è stato poi scartato.
Per quanto riguarda gli orari di gioco, l'unica differenza rispetto alla passata stagione è il ritorno delle gare serali alle 20:45 anziché alle 20:30. Rimangono quindi previsti 3 anticipi al sabato (alle 15:00, 18:00 e 20:45) con le restanti partite in programma la domenica (includendo una gara alle 12:30). Sono infine possibili anticipi al venerdì e posticipi al lunedì, in particolare per la concomitanza con le coppe europee. Tale format ha caratterizzato le prime due giornate, con entrambi i turni ripartiti nell'arco di tre giorni; gli orari sopra indicati sono invece validi a partire dalla ripresa di settembre.
In occasione della ripresa del campionato nei mesi estivi dopo lo stop forzato per la pandemia, il programma e gli orari di gioco sono composti in un anticipo al venerdì o posticipo al lunedì alle 21:45, tre anticipi al sabato (alle 17:15, 19:30 e 21:45) con le restanti partite in programma la domenica con una gara alle 17:15, quattro o cinque gare alle 19:30 e il posticipo serale alle 21:45. In occasione dei turni infrasettimanali il programma prevede uno o due anticipi al martedì (in caso di una partita la gara inizierà alle 21:45, in caso di due gare si disputano una alle 19:30 e una alle 21:45), sei o sette partite al mercoledì (fischio d'inizio alle 19:30 e 21:45) e uno o due posticipi al giovedì (in caso di una partita la gara inizierà alle 21:45, in caso di due gare si disputano una alle 19:30 e una alle 21:45). L'ultima giornata ha visto i consueti orari delle 18:00 e delle 20:45. Nel dettaglio una partita alle 18:00 di sabato e una alla stessa ora di domenica, con quattro partite di sabato alle 20:45 e altre quattro di domenica alla medesima ora.

### Calciomercato

#### Sessione estiva

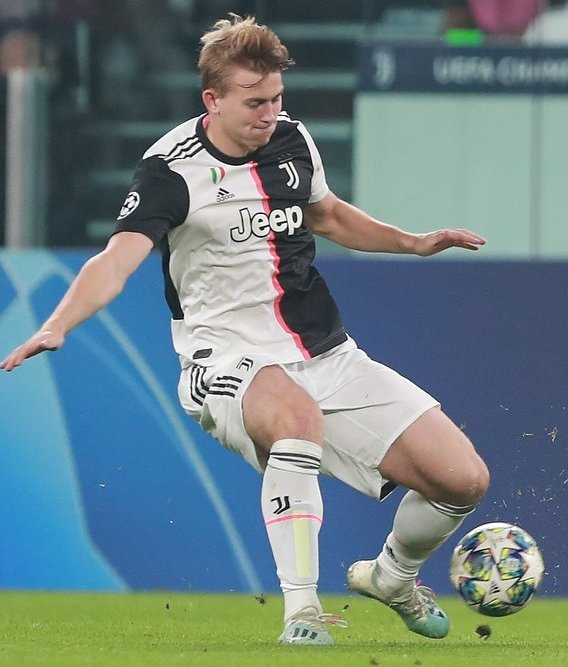
Il difensore olandese Matthijs de Ligt, neoacquisto della, viene lanciato subito titolare causa l'improvvisa lungodegenza di Chiellini: il suo apporto aiuterà la Juventus a riconfermarsi campione.

La Juventus vincitrice degli ultimi otto scudetti, ma in cerca di nuovi stimoli, dopo un lustro chiude il rapporto con Allegri e affida la panchina a Sarri, reduce dall'Europa League vinta alla guida del Chelsea. I bianconeri integrano il centrocampo con i parametri zero Rabiot e Ramsey, ma soprattutto svecchiano la difesa con gli arrivi del giovane centrale De Ligt, acquistato dall'Ajax per 75 milioni di euro — una cifra record, nel campionato italiano, per un difensore —, del promettente Demiral dal Sassuolo e del terzino Danilo, prelevato dal Manchester City nell'ambito di uno scambio con Cancelo; inoltre fanno ritorno a Torino dopo un anno la bandiera Buffon, stavolta come dodicesimo di Szczęsny, e il centravanti Higuaín.
Tra le rivali più accreditate dei bianconeri alla vigilia, ci sono il Napoli, seconda forza del torneo in questo decennio, e un'Inter che non nasconde rinnovate ambizioni. Gli azzurri del confermato Ancelotti strappano il centrale difensivo Manōlas alla rivale Roma, in un'operazione che vede il centrocampista Diawara fare il percorso inverso, e prelevano dal PSV l'esterno d'attacco Lozano; puntellano inoltre la rosa con gli acquisti di Di Lorenzo dall'Empoli, di Elmas dal Fenerbahçe, e dello svincolato Llorente. I nerazzurri aprono invece un nuovo corso affidando la panchina a Conte, di ritorno in Italia a cinque anni di distanza dai suoi successi juventini. Dopo aver rinforzato la retroguardia con lo svincolato Godín, e svecchiato il centrocampo con gli arrivi di Barella e Sensi, in avanti i milanesi puntano sulla coppia del Manchester Utd, il belga Lukaku — il colpo più oneroso della loro storia — e il cileno Sánchez; tra i partenti ci sono due punti fermi delle passate stagioni come Perišić, migrato al Bayern Monaco, e soprattutto l'ex capitano Icardi il quale, alla luce di un rapporto ormai irrecuperabile con la società, prende la strada del Paris Saint-Germain.

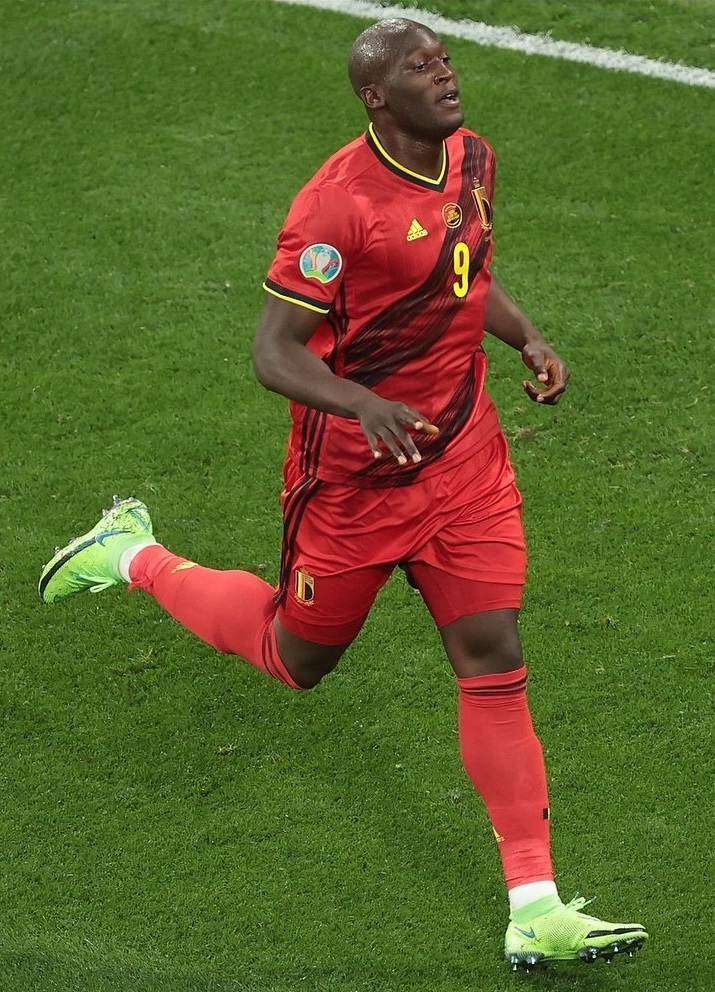
Il centravanti belga Romelu Lukaku, nuovo numero nove dell', ha un ottimo impatto sottorete nel campionato italiano: con 23 reti contribuirà al secondo posto dei milanesi, loro migliore piazzamento da nove anni a quella parte.

La rivelazione del precedente campionato, l'Atalanta di Gasperini, in vista del suo debutto assoluto in Champions League integra nell'organico la punta Muriel dal Siviglia e il centrocampista Malinovs'kyj dal Genk; tra le cessioni, quella del promettente difensore Mancini alla Roma. Il Milan, ancora alle prese coi paletti del fair play finanziario, si separa da Gattuso e riparte da Giampaolo, reduce dalle positive stagioni alla Sampdoria; seguendo la linea verde varata dalla società, arrivano in rossonero il terzino Hernández dal Real Madrid, il centrocampista Bennacer dall'Empoli, e gli attaccanti Leão e Rebić rispettivamente da Lilla ed Eintracht Francoforte, mentre salutano Bakayoko richiamato dal Chelsea, e Cutrone ceduto al Wolverhampton.
La Roma accoglie il nuovo tecnico Fonseca, messosi in evidenza allo Šachtar. I giallorossi affidano le chiavi della porta a López, ex Betis, e, oltre ai già citati Mancini e Diawara, intregrano in rosa la coppia di terzini Spinazzola e Zappacosta oltreché il mediano Veretout. In avanti arrivano il fantasista Mxit'aryan e l'attaccante Kalinić per sostituire il deludente Schick; fanno le valigie anche El Shaarawy, attirato dal ricco ingaggio offertogli in Cina dallo Shanghai Shenhua, e Nzonzi, destinazione Galatasaray. I concittadini della Lazio sono invece protagonisti di un mercato a fari spenti, limitandosi a inserire il solo esterno Lazzari nel loro pressoché confermato undici titolare.
Tra le altre formazioni, spiccano le operazioni di Fiorentina e Cagliari. I toscani, che peraltro chiudono dopo 17 anni l'era Della Valle per passare sotto la nuova proprietà Commisso, si segnalano per gli altisonanti acquisti di Boateng e soprattutto del plurititolato Ribéry, oltreché per un nome più di sostanza come Pulgar. I sardi sono invece autori di un sapiente mercato che potenzia ogni reparto della rosa, in particolare il centrocampo col ritorno di Nainggolan, esubero interista, e gli innesti di Nández e Rog; non meno importanti la conferma del prestito del terzino Pellegrini, e l'arrivo in avanti di Giovanni Simeone a sopperire al lungodegente Pavoletti. Si segnala anche il Genoa che strappa all'Ajax l'esperto centrocampista Schöne. Il resto della graduatoria vede il Parma integrare Darmian in difesa e scommettere sul promettente atalantino Kulusevski, il Torino puntare sull'estro di Verdi, e il neopromosso Brescia offrire una chance al suo concittadino Balotelli.

#### Sessione invernale

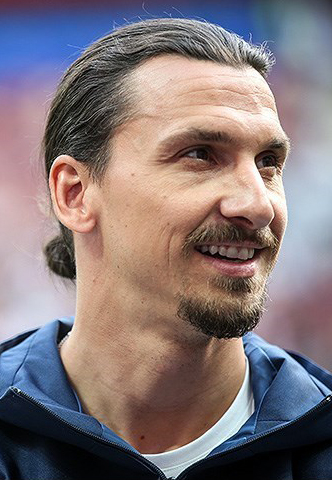
Il fuoriclasse svedese Zlatan Ibrahimović torna a vestire la maglia del nel mercato di riparazione, a otto anni dalla sua precedente esperienza in Serie A.

Nel mercato invernale a farsi notare su tutti è l'Inter che, nel tentativo di compiere un ulteriore salto di qualità, acquista dal Tottenham il centrocampista danese Eriksen; sempre dalla Premier League arrivano gli esterni Young e Moses, prelevati rispettivamente dal Manchester Utd e dal Chelsea. Lascia invece il club nerazzurro Politano, ceduto al Napoli; proprio i campani, tra le delusioni della prima parte di stagione, sono tra le squadre più attive nel mercato di riparazione, puntando a rinforzare il centrocampo anche con le prestazioni di Demme e Lobotka, rispettivamente da RB Lipsia e Celta Vigo. La Juventus si limita a sfoltire l'organico con le cessioni di Mandžukić ed Emre Can finiti ai margini della gestione tecnica. Mercato in uscita anche per la Roma che cede in prestito Florenzi, dopo sette stagioni e mezzo in giallorosso, al Valencia.
Desta interesse anche il Milan che, autore di una prima parte di stagione al di sotto delle aspettative, prova a risalire la china scommettendo sul ritorno in squadra di Ibrahimović svincolatosi dai LA Galaxy; all'arrivo del fuoriclasse svedese fanno da contraltare le partenze di Suso e, dopo un solo anno, dell'involuto Piątek. Inoltre, nell'ambito di uno "scambio" sull'asse Milano-Bergamo, i rossoneri cedono il difensore Caldara all'Atalanta e lo sostituiscono con il danese Kjær, di proprietà del Siviglia ma reduce da un prestito ai bergamaschi nella prima parte della stagione. Tra le altre operazioni, la Fiorentina saluta Boateng e accoglie Cutrone, di ritorno dal semestre trascorso al Wolverhampton, Duncan e Kouamé; il Genoa, nel tentativo di rialzarsi in classifica, definisce i ritorni di Perin, Behrami, Destro e Iago Falque.

### Avvenimenti

#### Girone di andata

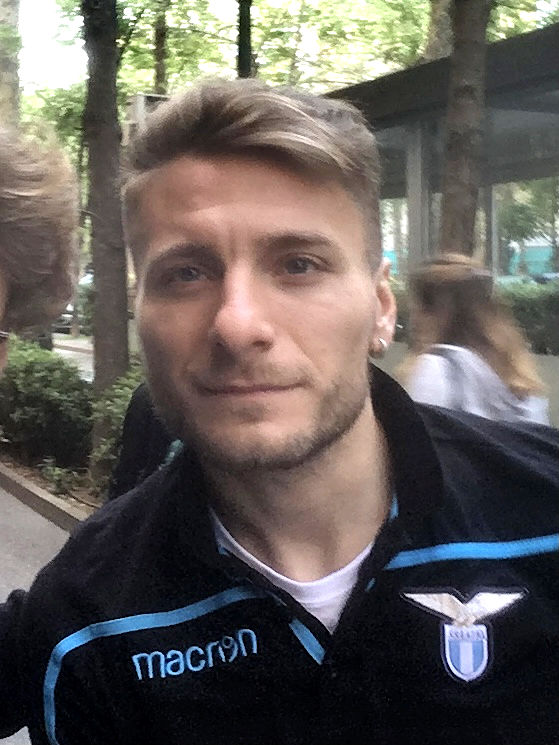
Ciro Immobile, centravanti della, sigla ben 23 reti nel girone di andata (meglio di lui solo Angelillo nella stagione 1958-1959); a fine campionato è per la terza volta capocannoniere della Serie A con 36 gol, eguagliando il record di Higuaín nel torneo 2015-2016.

L'avvio pare confermare i pronostici della vigilia, che vogliono questo campionato come il più equilibrato del decennio: dopo appena tre giornate l'Inter, apparsa immediatamente rigenerata dall'arrivo in panchina di Conte, rimane l'unica squadra a punteggio pieno. I nerazzurri proseguono la loro striscia di successi nelle settimane seguenti, tallonati dalla sola Juventus. I campioni uscenti dimostrano di non patire il passaggio alla nuova gestione Sarri e si portano in vetta dopo avere violato San Siro proprio nello scontro diretto della 7ª giornata. Dietro il duo di testa, l'Atalanta conferma il positivo trend dei campionati precedenti, a differenza del Napoli, che inizia a mostrare difficoltà inattese alla vigilia. Il resto della graduatoria vede segnalarsi in negativo, fin dalle prime giornate, realtà blasonate come il Milan, che, dopo aver fatto segnare il suo peggiore avvio da 81 anni a quella parte, provvede all'avvicendamento tra Giampaolo e Pioli, un cambio che tuttavia non darà frutti nell'immediato, e le due genovesi, ancorate al fondo della graduatoria e anche loro spinte a sostituire le rispettive guide tecniche.
Dopo la sosta di ottobre, torinesi e milanesi intraprendono una marcia a sé stanti rispetto alla concorrenza. Alla 14ª giornata si registra il controsorpasso dell'Inter che, contestualmente alla miglior partenza della sua storia, ritorna in vetta alla classifica, salvo poi essere riagganciata dalla Juventus alla 16ª giornata. La lotta per i piazzamenti europei inizia a delinearsi più chiaramente e vede coinvolte, oltre all'Atalanta e alle due romane, un Cagliari capace di spingersi anche oltre le già buone premesse estive. Perde posizioni il Napoli che, sempre più preda di nervosismi incrociati tra squadra, proprietà e tifosi, a inizio dicembre esonera Ancelotti in favore di Gattuso. Delude anche la Fiorentina che, dopo un buon inizio, scivola in classifica e si vede costretta a rimpiazzare Montella con Iachini a causa degli scarsi risultati. Nella parte bassa della graduatoria, alle difficoltà delle genovesi si aggiungono quelle di SPAL e Brescia.
Il girone di andata si chiude con la Juventus che batte la Roma e, approfittando del pareggio dell'Inter contro l'Atalanta, si laurea campione d'inverno. Alle spalle delle prime due, emerge con autorevolezza la candidatura per un posto in Champions della Lazio che, trascinata dai gol di un Immobile da record, fa segnare il proprio primato di successi consecutivi nella massima serie, superando di slancio Atalanta e Roma. Il Cagliari, dopo l'exploit di inizio stagione, viene avvicinato dall'ottimo Parma, mentre desta sorpresa il campionato del neopromosso Verona di Jurić, capace di chiudere il girone davanti alle deludenti Milan e Napoli. In coda si risolleva gradualmente la Sampdoria, che dopo l'ingaggio del tecnico Ranieri esce da una zona retrocessione in cui si ritrovano invece i concittadini del Genoa, che chiudono l'andata un punto sotto il Lecce e a pari merito con il Brescia, sopravanzando di due lunghezze la SPAL ultima.

#### Girone di ritorno

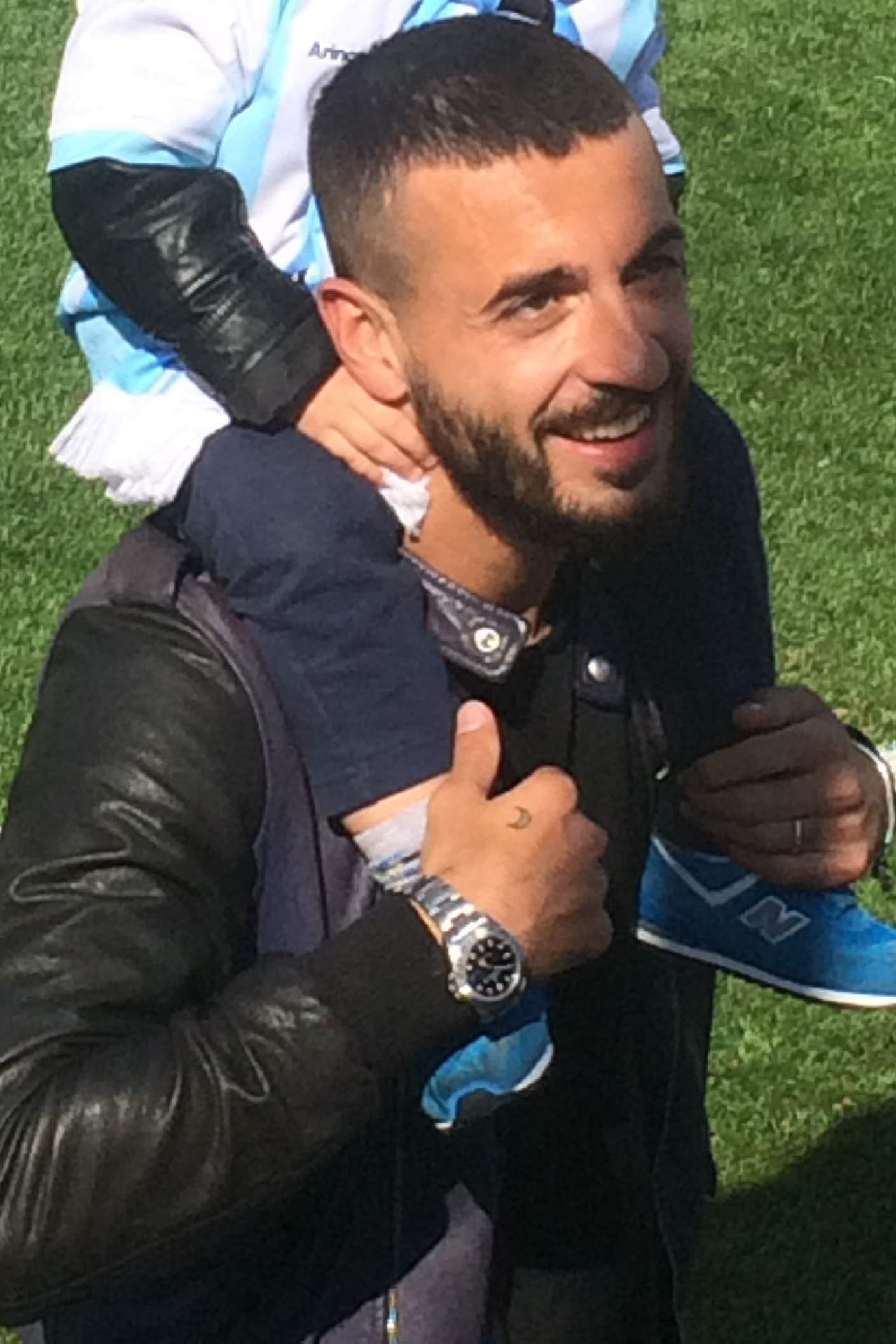
Francesco Caputo emerge a 33 anni siglando 21 gol con la maglia del.

In avvio del girone di ritorno si assiste a un rallentamento di Juventus e Inter: i bianconeri, che inizialmente sembrano poter approfittare di qualche pareggio di troppo dei rivali, cadono due volte consecutive in trasferta e vengono agganciati in testa dai nerazzurri, vittoriosi in rimonta nel derby. Alle spalle di torinesi e milanesi, continua a inanellare risultati favorevoli la Lazio, coinvolta ormai a pieno titolo nella lotta scudetto. Frattanto perdono certezze la Roma, in calo dopo il buon finale del 2019, e il Torino, precipitato in una crisi di risultati, che esonera Mazzarri per far posto a Longo. Alla 24ª giornata la Lazio batte l'Inter nello scontro diretto dell'Olimpico e legittima le sue ambizioni tricolori, portandosi a un solo punto di distacco dalla Juventus, tornata capolista solitaria; nello stesso turno, l'Atalanta supera di misura la Roma, staccandola nella corsa all'ultimo posto Champions.
A questo punto anche l'Italia, come il resto del mondo, deve fare i conti con la dilagante pandemia di COVID-19: in particolare, lo scoppio dei primi focolai nel Settentrione porta al rinvio a scopo precauzionale di varie gare della 25ª e 26ª giornata, compreso il big match Juventus-Inter. Successivamente, con l'aggravarsi della pandemia, la FIGC, recependo le disposizioni del governo a tutela della sicurezza pubblica, dispone la disputa a porte chiuse di tutte le partite organizzate dalla Lega Serie A fino al 3 aprile 2020; qui, nei recuperi della 26ª giornata, la Juventus fa suo il derby d'Italia e mantiene la vetta della graduatoria.

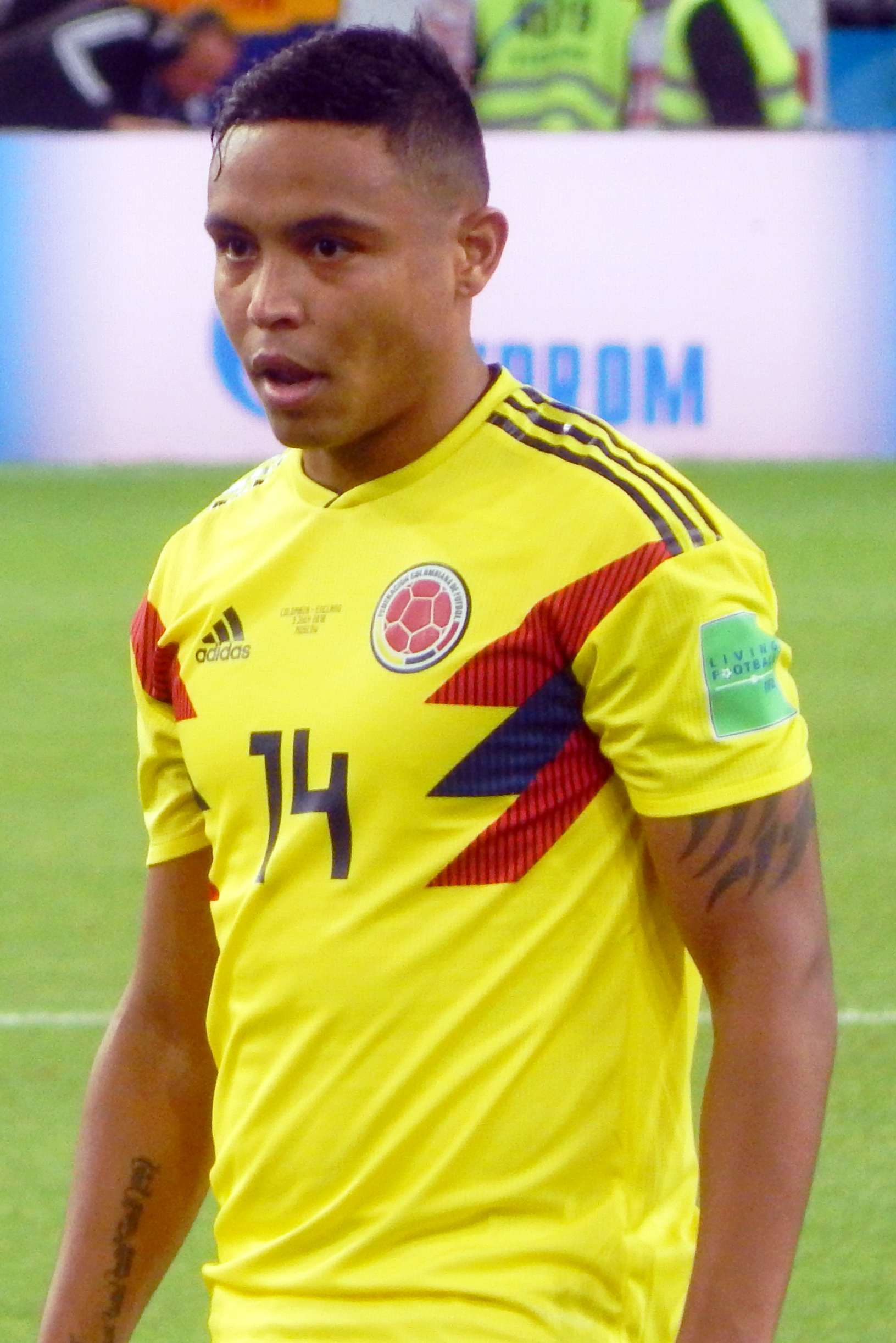
Il colombiano Luis Muriel, protagonista con 18 reti nell' che bissa il terzo posto del torneo precedente e s'inserisce come outsider nella lotta scudetto.

Dopo le ulteriori disposizioni governative emanate il 9 marzo circa la sempre più pressante emergenza sanitaria, sfociate in un drastico lockdown nazionale, il giorno seguente la FIGC sospende sine die tutti i campionati: una decisione storica per il calcio italiano, che trova l'unico precedente nel torneo del 1914-1915 interrotto dalla Grande Guerra. Dopo che la sospensione viene prorogata a più riprese, protraendosi per oltre tre mesi e mezzo, la Serie A riparte il 20 giugno 2020. Alla ripresa, la Juventus inanella una serie di quattro vittorie consecutive e, approfittando dei risultati discontinui di Lazio e Inter, frappone un buon margine tra sé e le inseguitrici. Tra le squadre più in forma in questo anomalo finale di campionato, protrattosi in piena estate, si segnalano un'Atalanta che rientra prepotentemente nella lotta per il titolo, e un Milan che palesa una sempre maggiore continuità di risultati.
Proprio contro i rossoneri, il 7 luglio c'è la prima frenata di una Juventus che comincia a patire il logorio dettato dalla lunga stagione, tuttavia le sue dirette rivali non paiono mostrare una verve migliore, sicché nessuna di loro è capace di approfittarne: se il calo della Lazio è ormai vistoso, Inter e Atalanta accorciano le distanze dalla vetta solo in parte. Nelle settimane seguenti gli uomini di Sarri, pur incappando in un passaggio a vuoto a Reggio Emilia e in un'ulteriore, inaspettata caduta a Udine, legittimano definitivamente la prima posizione grazie agli esiti degli scontri diretti allo Stadium contro bergamaschi e laziali. Frattanto dall'altra parte della classifica, a quattro turni dal termine arriva la retrocessione di una demotivata SPAL, mentre nel turno seguente abdica anche il Brescia.
Il 26 luglio 2020, grazie al successo casalingo per 2-0 sulla Sampdoria, la Juventus si aggiudica il campionato con due turni di anticipo, il 36º della sua storia e il 9º consecutivo del ciclo iniziato nella stagione 2011-2012. L'ultima giornata certifica il secondo posto dell'Inter che, avendo la meglio sull'Atalanta nello scontro diretto di Bergamo, registra il suo migliore piazzamento da nove anni a quella parte. Assieme a torinesi e meneghini, si qualificano alla fase a gironi di Champions League gli stessi orobici, che bissano il terzo posto di dodici mesi prima, e la Lazio, che termina quarta ma può gioire per la vittoria della classifica marcatori da parte di Immobile, il quale con 36 reti eguaglia il record di reti in una stagione di Serie A. Alla fase a gironi di Europa League si qualificano, invece, Roma e Napoli, mentre il Milan deve accontentarsi della qualificazione al secondo turno preliminare. La giornata conclusiva del torneo decreta anche l'ultima squadra retrocessa, il Lecce, che perde il testa a testa con il Genoa, tornando in serie cadetta dopo un solo anno.

## Squadre partecipanti
| Club       | Stagione | Città         | Stadio                                                         | Stagione precedente                           |
| ---------- | -------- | ------------- | -------------------------------------------------------------- | --------------------------------------------- |
| Atalanta   | dettagli | Bergamo       | Stadio Ennio Tardini (Parma) (2ª e 4ª giornata) Gewiss Stadium | 3º posto in Serie A                           |
| Bologna    | dettagli | Bologna       | Stadio Renato Dall'Ara                                         | 10º posto in Serie A                          |
| Brescia    | dettagli | Brescia       | Stadio Mario Rigamonti                                         | 1º posto in Serie B, promosso                 |
| Cagliari   | dettagli | Cagliari      | Sardegna Arena                                                 | 15º posto in Serie A                          |
| Fiorentina | dettagli | Firenze       | Stadio Artemio Franchi                                         | 16º posto in Serie A                          |
| Genoa      | dettagli | Genova        | Stadio Luigi Ferraris                                          | 17º posto in Serie A                          |
| Inter      | dettagli | Milano        | Stadio Giuseppe Meazza                                         | 4º posto in Serie A                           |
| Juventus   | dettagli | Torino        | Juventus Stadium                                               | 1º posto in Serie A                           |
| Lazio      | dettagli | Roma          | Stadio Olimpico                                                | 8º posto in Serie A                           |
| Lecce      | dettagli | Lecce         | Stadio Via del mare                                            | 2º posto in Serie B, promosso                 |
| Milan      | dettagli | Milano        | Stadio Giuseppe Meazza                                         | 5º posto in Serie A                           |
| Napoli     | dettagli | Napoli        | Stadio San Paolo                                               | 2º posto in Serie A                           |
| Parma      | dettagli | Parma         | Stadio Ennio Tardini                                           | 14º posto in Serie A                          |
| Roma       | dettagli | Roma          | Stadio Olimpico                                                | 6º posto in Serie A                           |
| Sampdoria  | dettagli | Genova        | Stadio Luigi Ferraris                                          | 9º posto in Serie A                           |
| Sassuolo   | dettagli | Sassuolo (MO) | Mapei Stadium - Città del Tricolore (Reggio Emilia)            | 11º posto in Serie A                          |
| SPAL       | dettagli | Ferrara       | Stadio Paolo Mazza                                             | 13º posto in Serie A                          |
| Torino     | dettagli | Torino        | Stadio Olimpico Grande Torino                                  | 7º posto in Serie A                           |
| Udinese    | dettagli | Udine         | Stadio Friuli                                                  | 12º posto in Serie A                          |
| Verona     | dettagli | Verona        | Stadio Marcantonio Bentegodi                                   | 5º posto in Serie B, promosso dopo i play-off |

## Allenatori e primatisti
| Squadra    | Allenatore                                                                                         | Giocatore più presente (tra parentesi il numero delle presenze) | Capocannoniere (tra parentesi il numero dei gol segnati) |
| ---------- | -------------------------------------------------------------------------------------------------- | --------------------------------------------------------------- | -------------------------------------------------------- |
| Atalanta   | Gian Piero Gasperini                                                                               | Alejandro Gómez (36)                                            | Luis Muriel, Duván Zapata (18)                           |
| Bologna    | Siniša Mihajlović                                                                                  | Riccardo Orsolini (37)                                          | Musa Barrow (9)                                          |
| Brescia    | Eugenio Corini (1ª-11ª) Fabio Grosso (12ª-14ª) Eugenio Corini (15ª-22ª) Diego Luis López (23ª-38ª) | Stefano Sabelli (36)                                            | Alfredo Donnarumma, Ernesto Torregrossa (7)              |
| Cagliari   | Rolando Maran (1ª-26ª) Walter Zenga (27ª-38ª)                                                      | Giovanni Simeone (37)                                           | João Pedro (18)                                          |
| Fiorentina | Vincenzo Montella (1ª-17ª) Giuseppe Iachini (18ª-38ª)                                              | Nikola Milenković, Erick Pulgar (37)                            | Federico Chiesa (10)                                     |
| Genoa      | Aurelio Andreazzoli (1ª-8ª) Thiago Motta (9ª-17ª) Davide Nicola (18ª-38ª)                          | Goran Pandev (34)                                               | Goran Pandev (9)                                         |
| Inter      | Antonio Conte                                                                                      | Romelu Lukaku (36)                                              | Romelu Lukaku (23)                                       |
| Juventus   | Maurizio Sarri                                                                                     | Leonardo Bonucci, Blaise Matuidi (35)                           | Cristiano Ronaldo (31)                                   |
| Lazio      | Simone Inzaghi                                                                                     | Thomas Strakosha (38)                                           | Ciro Immobile (36)                                       |
| Lecce      | Fabio Liverani                                                                                     | Fabio Lucioni (36)                                              | Marco Mancosu (14)                                       |
| Milan      | Marco Giampaolo (1ª-7ª) Stefano Pioli (8ª-38ª)                                                     | Gianluigi Donnarumma (36)                                       | Ante Rebić (11)                                          |
| Napoli     | Carlo Ancelotti (1ª-15ª) Gennaro Gattuso (16ª-38ª)                                                 | Lorenzo Insigne, Piotr Zieliński (37)                           | Arkadiusz Milik (11)                                     |
| Parma      | Roberto D'Aversa                                                                                   | Simone Iacoponi, Dejan Kulusevski (36)                          | Andreas Cornelius (12)                                   |
| Roma       | Paulo Fonseca                                                                                      | Edin Džeko (35)                                                 | Edin Džeko (16)                                          |
| Sampdoria  | Eusebio Di Francesco (1ª-7ª) Claudio Ranieri (8ª-38ª)                                              | Emil Audero (36)                                                | Manolo Gabbiadini, Fabio Quagliarella (11)               |
| Sassuolo   | Roberto De Zerbi                                                                                   | Francesco Caputo (36)                                           | Francesco Caputo (21)                                    |
| SPAL       | Leonardo Semplici (1ª-23ª) Luigi Di Biagio (24ª-38ª)                                               | Andrea Petagna (35)                                             | Andrea Petagna (12)                                      |
| Torino     | Walter Mazzarri (1ª-22ª) Moreno Longo (23ª-38ª)                                                    | Andrea Belotti, Salvatore Sirigu (36)                           | Andrea Belotti (16)                                      |
| Udinese    | Igor Tudor (1ª-10ª) Luca Gotti (11ª-38ª)                                                           | Juan Musso (38)                                                 | Kevin Lasagna (10)                                       |
| Verona     | Ivan Jurić                                                                                         | Darko Lazović (38)                                              | Samuel Di Carmine (8)                                    |

## Classifica finale
|         | Pos. | Squadra    | Pt | G  | V  | N  | P  | GF | GS | DR  |
| ------- | ---- | ---------- | -- | -- | -- | -- | -- | -- | -- | --- |
|         | 1.   | Juventus   | 83 | 38 | 26 | 5  | 7  | 76 | 43 | +33 |
|         | 2.   | Inter      | 82 | 38 | 24 | 10 | 4  | 81 | 36 | +45 |
|         | 3.   | Atalanta   | 78 | 38 | 23 | 9  | 6  | 98 | 48 | +50 |
|         | 4.   | Lazio      | 78 | 38 | 24 | 6  | 8  | 79 | 42 | +37 |
|         | 5.   | Roma       | 70 | 38 | 21 | 7  | 10 | 77 | 51 | +26 |
|         | 6.   | Milan      | 66 | 38 | 19 | 9  | 10 | 63 | 46 | +17 |
| [ 152 ] | 7.   | Napoli     | 62 | 38 | 18 | 8  | 12 | 61 | 50 | +11 |
|         | 8.   | Sassuolo   | 51 | 38 | 14 | 9  | 15 | 69 | 63 | +6  |
|         | 9.   | Verona     | 49 | 38 | 12 | 13 | 13 | 47 | 51 | -4  |
|         | 10.  | Fiorentina | 49 | 38 | 12 | 13 | 13 | 51 | 48 | +3  |
|         | 11.  | Parma      | 49 | 38 | 14 | 7  | 17 | 56 | 57 | -1  |
|         | 12.  | Bologna    | 47 | 38 | 12 | 11 | 15 | 52 | 65 | -13 |
|         | 13.  | Udinese    | 45 | 38 | 12 | 9  | 17 | 37 | 51 | -14 |
|         | 14.  | Cagliari   | 45 | 38 | 11 | 12 | 15 | 52 | 56 | -4  |
|         | 15.  | Sampdoria  | 42 | 38 | 12 | 6  | 20 | 48 | 65 | -17 |
|         | 16.  | Torino     | 40 | 38 | 11 | 7  | 20 | 46 | 68 | -22 |
|         | 17.  | Genoa      | 39 | 38 | 10 | 9  | 19 | 47 | 73 | -26 |
|         | 18.  | Lecce      | 35 | 38 | 9  | 8  | 21 | 52 | 85 | -33 |
|         | 19.  | Brescia    | 25 | 38 | 6  | 7  | 25 | 35 | 79 | -44 |
|         | 20.  | SPAL       | 20 | 38 | 5  | 5  | 28 | 27 | 77 | -50 |

Legenda:
      Campione d'Italia e ammessa alla fase a gironi della UEFA Champions League 2020-2021.
      Ammesse alla fase a gironi della UEFA Champions League 2020-2021.
      Ammesse alla fase a gironi della UEFA Europa League 2020-2021.
      Ammessa al secondo turno di qualificazione della UEFA Europa League 2020-2021.
      Retrocesse in Serie B 2020-2021.
Regolamento:
Tre punti per la vittoria, uno per il pareggio, zero per la sconfitta.
In caso di arrivo di due o più squadre a pari punti, la graduatoria finale verrà stilata secondo la classifica avulsa tra le squadre interessate che prevede, in ordine, i seguenti criteri:
- Punti negli scontri diretti
- Differenza reti negli scontri diretti
- Differenza reti generale
- Reti realizzate in generale
- Sorteggio

### Squadra campione
| Formazione tipo (4-3-3) | Giocatori (presenze)   |
| --- | ---------------------- |
| Szczęsny Cuadrado De Ligt Bonucci Alex Sandro Bentancur Pjanić Matuidi Dybala Higuaín Ronaldo | Wojciech Szczęsny (29) |
| Szczęsny Cuadrado De Ligt Bonucci Alex Sandro Bentancur Pjanić Matuidi Dybala Higuaín Ronaldo | Juan Cuadrado (33)     |
| Szczęsny Cuadrado De Ligt Bonucci Alex Sandro Bentancur Pjanić Matuidi Dybala Higuaín Ronaldo | Matthijs de Ligt (29)  |
| Szczęsny Cuadrado De Ligt Bonucci Alex Sandro Bentancur Pjanić Matuidi Dybala Higuaín Ronaldo | Leonardo Bonucci (35)  |
| Szczęsny Cuadrado De Ligt Bonucci Alex Sandro Bentancur Pjanić Matuidi Dybala Higuaín Ronaldo | Alex Sandro (29)       |
| Szczęsny Cuadrado De Ligt Bonucci Alex Sandro Bentancur Pjanić Matuidi Dybala Higuaín Ronaldo | Rodrigo Bentancur (30) |
| Szczęsny Cuadrado De Ligt Bonucci Alex Sandro Bentancur Pjanić Matuidi Dybala Higuaín Ronaldo | Miralem Pjanić (30)    |
| Szczęsny Cuadrado De Ligt Bonucci Alex Sandro Bentancur Pjanić Matuidi Dybala Higuaín Ronaldo | Blaise Matuidi (35)    |
| Szczęsny Cuadrado De Ligt Bonucci Alex Sandro Bentancur Pjanić Matuidi Dybala Higuaín Ronaldo | Paulo Dybala (33)      |
| Szczęsny Cuadrado De Ligt Bonucci Alex Sandro Bentancur Pjanić Matuidi Dybala Higuaín Ronaldo | Gonzalo Higuaín (32)   |
| Szczęsny Cuadrado De Ligt Bonucci Alex Sandro Bentancur Pjanić Matuidi Dybala Higuaín Ronaldo | Cristiano Ronaldo (33) |
| Altri giocatori: Federico Bernardeschi (29), Adrien Rabiot (28), Aaron Ramsey (24), Douglas Costa (23), Danilo (22), Sami Khedira (12), Daniele Rugani (10), Gianluigi Buffon (9), Mattia De Sciglio (9), Emre Can (8), Merih Demiral (6), Giorgio Chiellini (4), Simone Muratore (4), Marco Olivieri (3), Luca Zanimacchia (2), Gianluca Frabotta (1), Daouda Peeters (1), Carlo Pinsoglio (1), Giacomo Vrioni (1). |                        |

## Risultati

### Tabellone
Ogni riga indica i risultati casalinghi della squadra segnata a inizio della riga, contro le squadre segnate colonna per colonna (che invece avranno giocato l'incontro in trasferta). Al contrario, leggendo la colonna di una squadra si avranno i risultati ottenuti dalla stessa in trasferta, contro le squadre segnate in ogni riga, che invece avranno giocato l'incontro in casa.
|            | ATA  | BOL  | BRE  | CAG  | FIO  | GEN  | INT  | JUV  | LAZ  | LEC  | MIL  | NAP  | PAR  | ROM  | SAM  | SAS  | SPA  | TOR  | UDI  | VER  |
| ---------- | ---- | ---- | ---- | ---- | ---- | ---- | ---- | ---- | ---- | ---- | ---- | ---- | ---- | ---- | ---- | ---- | ---- | ---- | ---- | ---- |
| Atalanta   | –––– | 1-0  | 6-2  | 0-2  | 2-2  | 2-2  | 0-2  | 1-3  | 3-2  | 3-1  | 5-0  | 2-0  | 5-0  | 2-1  | 2-0  | 4-1  | 1-2  | 2-3  | 7-1  | 3-2  |
| Bologna    | 2-1  | –––– | 2-1  | 1-1  | 1-1  | 0-3  | 1-2  | 0-2  | 2-2  | 3-2  | 2-3  | 1-1  | 2-2  | 1-2  | 2-1  | 1-2  | 1-0  | 1-1  | 1-1  | 1-1  |
| Brescia    | 0-3  | 3-4  | –––– | 2-2  | 0-0  | 2-2  | 1-2  | 1-2  | 1-2  | 3-0  | 0-1  | 1-2  | 1-2  | 0-3  | 1-1  | 0-2  | 2-1  | 0-4  | 1-1  | 2-0  |
| Cagliari   | 0-1  | 3-2  | 0-1  | –––– | 5-2  | 3-1  | 1-2  | 2-0  | 1-2  | 0-0  | 0-2  | 0-1  | 2-2  | 3-4  | 4-3  | 1-1  | 2-0  | 4-2  | 0-1  | 1-1  |
| Fiorentina | 1-2  | 4-0  | 1-1  | 0-0  | –––– | 0-0  | 1-1  | 0-0  | 1-2  | 0-1  | 1-1  | 3-4  | 1-1  | 1-4  | 2-1  | 1-3  | 1-0  | 2-0  | 1-0  | 1-1  |
| Genoa      | 1-2  | 0-0  | 3-1  | 1-0  | 2-1  | –––– | 0-3  | 1-3  | 2-3  | 2-1  | 1-2  | 1-2  | 1-4  | 1-3  | 0-1  | 2-1  | 2-0  | 0-1  | 1-3  | 3-0  |
| Inter      | 1-1  | 1-2  | 6-0  | 1-1  | 0-0  | 4-0  | –––– | 1-2  | 1-0  | 4-0  | 4-2  | 2-0  | 2-2  | 0-0  | 2-1  | 3-3  | 2-1  | 3-1  | 1-0  | 2-1  |
| Juventus   | 2-2  | 2-1  | 2-0  | 4-0  | 3-0  | 2-1  | 2-0  | –––– | 2-1  | 4-0  | 1-0  | 4-3  | 2-1  | 1-3  | 2-0  | 2-2  | 2-0  | 4-1  | 3-1  | 2-1  |
| Lazio      | 3-3  | 2-0  | 2-0  | 2-1  | 2-1  | 4-0  | 2-1  | 3-1  | –––– | 4-2  | 0-3  | 1-0  | 2-0  | 1-1  | 5-1  | 1-2  | 5-1  | 4-0  | 3-0  | 0-0  |
| Lecce      | 2-7  | 2-3  | 3-1  | 2-2  | 1-3  | 2-2  | 1-1  | 1-1  | 2-1  | –––– | 1-4  | 1-4  | 3-4  | 0-1  | 1-2  | 2-2  | 2-1  | 4-0  | 0-1  | 0-1  |
| Milan      | 1-1  | 5-1  | 1-0  | 3-0  | 1-3  | 1-2  | 0-2  | 4-2  | 1-2  | 2-2  | –––– | 1-1  | 3-1  | 2-0  | 0-0  | 0-0  | 1-0  | 1-0  | 3-2  | 1-1  |
| Napoli     | 2-2  | 1-2  | 2-1  | 0-1  | 0-2  | 0-0  | 1-3  | 2-1  | 3-1  | 2-3  | 2-2  | –––– | 1-2  | 2-1  | 2-0  | 2-0  | 3-1  | 2-1  | 2-1  | 2-0  |
| Parma      | 1-2  | 2-2  | 1-1  | 1-3  | 1-2  | 5-1  | 1-2  | 0-1  | 0-1  | 2-0  | 0-1  | 2-1  | –––– | 2-0  | 2-3  | 1-0  | 0-1  | 3-2  | 2-0  | 0-1  |
| Roma       | 0-2  | 2-3  | 3-0  | 1-1  | 2-1  | 3-3  | 2-2  | 1-2  | 1-1  | 4-0  | 2-1  | 2-1  | 2-1  | –––– | 2-1  | 4-2  | 3-1  | 0-2  | 0-2  | 2-1  |
| Sampdoria  | 0-0  | 1-2  | 5-1  | 3-0  | 1-5  | 1-2  | 1-3  | 1-2  | 0-3  | 1-1  | 1-4  | 2-4  | 0-1  | 0-0  | –––– | 0-0  | 3-0  | 1-0  | 2-1  | 2-1  |
| Sassuolo   | 1-4  | 3-1  | 3-0  | 2-2  | 1-2  | 5-0  | 3-4  | 3-3  | 1-2  | 4-2  | 1-2  | 1-2  | 0-1  | 4-2  | 4-1  | –––– | 3-0  | 2-1  | 0-1  | 3-3  |
| SPAL       | 2-3  | 1-3  | 0-1  | 0-1  | 1-3  | 1-1  | 0-4  | 1-2  | 2-1  | 1-3  | 2-2  | 1-1  | 1-0  | 1-6  | 0-1  | 1-2  | –––– | 1-1  | 0-3  | 0-2  |
| Torino     | 0-7  | 1-0  | 3-1  | 1-1  | 2-1  | 3-0  | 0-3  | 0-1  | 1-2  | 1-2  | 2-1  | 0-0  | 1-1  | 2-3  | 1-3  | 2-1  | 1-2  | –––– | 1-0  | 1-1  |
| Udinese    | 2-3  | 1-0  | 0-1  | 2-1  | 0-0  | 2-2  | 0-2  | 2-1  | 0-0  | 1-2  | 1-0  | 1-1  | 1-3  | 0-4  | 1-3  | 3-0  | 0-0  | 1-0  | –––– | 0-0  |
| Verona     | 1-1  | 1-1  | 2-1  | 2-1  | 1-0  | 2-1  | 2-2  | 2-1  | 1-5  | 3-0  | 0-1  | 0-2  | 3-2  | 1-3  | 2-0  | 0-1  | 3-0  | 3-3  | 0-0  | –––– |

### Calendario
Il calendario è stato sorteggiato il 29 luglio 2019 a Milano.
| andata (1ª) | andata (1ª) | 1ª giornata       | ritorno (20ª) | ritorno (20ª) |
|             |             |                   |               |               |
| 25 ago.     | 0-1         | Cagliari-Brescia  | 2-2           | 19 gen.       |
| 24 ago.     | 3-4         | Fiorentina-Napoli | 2-0           | 18 gen.       |
| 26 ago.     | 4-0         | Inter-Lecce       | 1-1           | 19 gen.       |
| 24 ago.     | 0-1         | Parma-Juventus    | 1-2           | 19 gen.       |
| 25 ago.     | 3-3         | Roma-Genoa        | 3-1           | 19 gen.       |
| 25 ago.     | 0-3         | Sampdoria-Lazio   | 1-5           | 18 gen.       |
| 25 ago.     | 2-3         | SPAL-Atalanta     | 2-1           | 20 gen.       |
| 25 ago.     | 2-1         | Torino-Sassuolo   | 1-2           | 18 gen.       |
| 25 ago.     | 1-0         | Udinese-Milan     | 2-3           | 19 gen.       |
| 25 ago.     | 1-1         | Verona-Bologna    | 1-1           | 19 gen.       |

| andata (2ª) | andata (2ª) | 2ª giornata        | ritorno (21ª) | ritorno (21ª) |
|             |             |                    |               |               |
| 1º set.     | 2-3         | Atalanta-Torino    | 7-0           | 25 gen.       |
| 30 ago.     | 1-0         | Bologna-SPAL       | 3-1           | 25 gen.       |
| 1º set.     | 1-2         | Cagliari-Inter     | 1-1           | 26 gen.       |
| 1º set.     | 2-1         | Genoa-Fiorentina   | 0-0           | 25 gen.       |
| 31 ago.     | 4-3         | Juventus-Napoli    | 1-2           | 26 gen.       |
| 1º set.     | 1-1         | Lazio-Roma         | 1-1           | 26 gen.       |
| 1º set.     | 0-1         | Lecce-Verona       | 0-3           | 26 gen.       |
| 31 ago.     | 1-0         | Milan-Brescia      | 1-0           | 24 gen.       |
| 1º set.     | 4-1         | Sassuolo-Sampdoria | 0-0           | 26 gen.       |
| 1º set.     | 1-3         | Udinese-Parma      | 0-2           | 26 gen.       |

| andata (1ª) | andata (1ª) | 1ª giornata       | ritorno (20ª) | ritorno (20ª) |
|             |             |                   |               |               |
| 25 ago.     | 0-1         | Cagliari-Brescia  | 2-2           | 19 gen.       |
| 24 ago.     | 3-4         | Fiorentina-Napoli | 2-0           | 18 gen.       |
| 26 ago.     | 4-0         | Inter-Lecce       | 1-1           | 19 gen.       |
| 24 ago.     | 0-1         | Parma-Juventus    | 1-2           | 19 gen.       |
| 25 ago.     | 3-3         | Roma-Genoa        | 3-1           | 19 gen.       |
| 25 ago.     | 0-3         | Sampdoria-Lazio   | 1-5           | 18 gen.       |
| 25 ago.     | 2-3         | SPAL-Atalanta     | 2-1           | 20 gen.       |
| 25 ago.     | 2-1         | Torino-Sassuolo   | 1-2           | 18 gen.       |
| 25 ago.     | 1-0         | Udinese-Milan     | 2-3           | 19 gen.       |
| 25 ago.     | 1-1         | Verona-Bologna    | 1-1           | 19 gen.       |

| andata (2ª) | andata (2ª) | 2ª giornata        | ritorno (21ª) | ritorno (21ª) |
|             |             |                    |               |               |
| 1º set.     | 2-3         | Atalanta-Torino    | 7-0           | 25 gen.       |
| 30 ago.     | 1-0         | Bologna-SPAL       | 3-1           | 25 gen.       |
| 1º set.     | 1-2         | Cagliari-Inter     | 1-1           | 26 gen.       |
| 1º set.     | 2-1         | Genoa-Fiorentina   | 0-0           | 25 gen.       |
| 31 ago.     | 4-3         | Juventus-Napoli    | 1-2           | 26 gen.       |
| 1º set.     | 1-1         | Lazio-Roma         | 1-1           | 26 gen.       |
| 1º set.     | 0-1         | Lecce-Verona       | 0-3           | 26 gen.       |
| 31 ago.     | 1-0         | Milan-Brescia      | 1-0           | 24 gen.       |
| 1º set.     | 4-1         | Sassuolo-Sampdoria | 0-0           | 26 gen.       |
| 1º set.     | 1-3         | Udinese-Parma      | 0-2           | 26 gen.       |

| andata (3ª) | andata (3ª) | 3ª giornata         | ritorno (22ª) | ritorno (22ª) |
|             |             |                     |               |               |
| 15 set.     | 3-4         | Brescia-Bologna     | 1-2           | 1º feb.       |
| 14 set.     | 0-0         | Fiorentina-Juventus | 0-3           | 2 feb.        |
| 15 set.     | 1-2         | Genoa-Atalanta      | 2-2           | 2 feb.        |
| 14 set.     | 1-0         | Inter-Udinese       | 2-0           | 2 feb.        |
| 14 set.     | 2-0         | Napoli-Sampdoria    | 4-2           | 3 feb.        |
| 15 set.     | 1-3         | Parma-Cagliari      | 2-2           | 1º feb.       |
| 15 set.     | 4-2         | Roma-Sassuolo       | 2-4           | 1º feb.       |
| 15 set.     | 2-1         | SPAL-Lazio          | 1-5           | 2 feb.        |
| 16 set.     | 1-2         | Torino-Lecce        | 0-4           | 2 feb.        |
| 15 set.     | 0-1         | Verona-Milan        | 1-1           | 2 feb.        |

| andata (4ª) | andata (4ª) | 4ª giornata         | ritorno (23ª) | ritorno (23ª) |
|             |             |                     |               |               |
| 22 set.     | 2-2         | Atalanta-Fiorentina | 2-1           | 8 feb.        |
| 22 set.     | 1-2         | Bologna-Roma        | 3-2           | 7 feb.        |
| 20 set.     | 3-1         | Cagliari-Genoa      | 0-1           | 9 feb.        |
| 21 set.     | 2-1         | Juventus-Verona     | 1-2           | 8 feb.        |
| 22 set.     | 2-0         | Lazio-Parma         | 1-0           | 9 feb.        |
| 22 set.     | 1-4         | Lecce-Napoli        | 3-2           | 9 feb.        |
| 21 set.     | 0-2         | Milan-Inter         | 2-4           | 9 feb.        |
| 22 set.     | 1-0         | Sampdoria-Torino    | 3-1           | 8 feb.        |
| 22 set.     | 3-0         | Sassuolo-SPAL       | 2-1           | 9 feb.        |
| 21 set.     | 0-1         | Udinese-Brescia     | 1-1           | 9 feb.        |

| andata (3ª) | andata (3ª) | 3ª giornata         | ritorno (22ª) | ritorno (22ª) |
|             |             |                     |               |               |
| 15 set.     | 3-4         | Brescia-Bologna     | 1-2           | 1º feb.       |
| 14 set.     | 0-0         | Fiorentina-Juventus | 0-3           | 2 feb.        |
| 15 set.     | 1-2         | Genoa-Atalanta      | 2-2           | 2 feb.        |
| 14 set.     | 1-0         | Inter-Udinese       | 2-0           | 2 feb.        |
| 14 set.     | 2-0         | Napoli-Sampdoria    | 4-2           | 3 feb.        |
| 15 set.     | 1-3         | Parma-Cagliari      | 2-2           | 1º feb.       |
| 15 set.     | 4-2         | Roma-Sassuolo       | 2-4           | 1º feb.       |
| 15 set.     | 2-1         | SPAL-Lazio          | 1-5           | 2 feb.        |
| 16 set.     | 1-2         | Torino-Lecce        | 0-4           | 2 feb.        |
| 15 set.     | 0-1         | Verona-Milan        | 1-1           | 2 feb.        |

| andata (4ª) | andata (4ª) | 4ª giornata         | ritorno (23ª) | ritorno (23ª) |
|             |             |                     |               |               |
| 22 set.     | 2-2         | Atalanta-Fiorentina | 2-1           | 8 feb.        |
| 22 set.     | 1-2         | Bologna-Roma        | 3-2           | 7 feb.        |
| 20 set.     | 3-1         | Cagliari-Genoa      | 0-1           | 9 feb.        |
| 21 set.     | 2-1         | Juventus-Verona     | 1-2           | 8 feb.        |
| 22 set.     | 2-0         | Lazio-Parma         | 1-0           | 9 feb.        |
| 22 set.     | 1-4         | Lecce-Napoli        | 3-2           | 9 feb.        |
| 21 set.     | 0-2         | Milan-Inter         | 2-4           | 9 feb.        |
| 22 set.     | 1-0         | Sampdoria-Torino    | 3-1           | 8 feb.        |
| 22 set.     | 3-0         | Sassuolo-SPAL       | 2-1           | 9 feb.        |
| 21 set.     | 0-1         | Udinese-Brescia     | 1-1           | 9 feb.        |

| andata (5ª) | andata (5ª) | 5ª giornata          | ritorno (24ª) | ritorno (24ª) |
|             |             |                      |               |               |
| 24 set.     | 1-2         | Brescia-Juventus     | 0-2           | 16 feb.       |
| 25 set.     | 2-1         | Fiorentina-Sampdoria | 5-1           | 16 feb.       |
| 25 set.     | 0-0         | Genoa-Bologna        | 3-0           | 15 feb.       |
| 25 set.     | 1-0         | Inter-Lazio          | 1-2           | 16 feb.       |
| 25 set.     | 0-1         | Napoli-Cagliari      | 1-0           | 16 feb.       |
| 25 set.     | 1-0         | Parma-Sassuolo       | 1-0           | 16 feb.       |
| 25 set.     | 0-2         | Roma-Atalanta        | 1-2           | 15 feb.       |
| 25 set.     | 1-3         | SPAL-Lecce           | 1-2           | 15 feb.       |
| 26 set.     | 2-1         | Torino-Milan         | 0-1           | 17 feb.       |
| 24 set.     | 0-0         | Verona-Udinese       | 0-0           | 16 feb.       |

| andata (6ª) | andata (6ª) | 6ª giornata       | ritorno (25ª) | ritorno (25ª) |
|             |             |                   |               |               |
| 29 set.     | 1-1         | Cagliari-Verona   | 1-2           | 20 giu.       |
| 28 set.     | 2-0         | Juventus-SPAL     | 2-1           | 22 feb.       |
| 29 set.     | 4-0         | Lazio-Genoa       | 3-2           | 23 feb.       |
| 29 set.     | 0-1         | Lecce-Roma        | 0-4           | 23 feb.       |
| 29 set.     | 1-3         | Milan-Fiorentina  | 1-1           | 22 feb.       |
| 29 set.     | 2-1         | Napoli-Brescia    | 2-1           | 21 feb.       |
| 30 set.     | 3-2         | Parma-Torino      | 1-1           | 20 giu.       |
| 28 set.     | 1-3         | Sampdoria-Inter   | 1-2           | 21 giu.       |
| 28 set.     | 1-4         | Sassuolo-Atalanta | 1-4           | 21 giu.       |
| 29 set.     | 1-0         | Udinese-Bologna   | 1-1           | 22 feb.       |

| andata (5ª) | andata (5ª) | 5ª giornata          | ritorno (24ª) | ritorno (24ª) |
|             |             |                      |               |               |
| 24 set.     | 1-2         | Brescia-Juventus     | 0-2           | 16 feb.       |
| 25 set.     | 2-1         | Fiorentina-Sampdoria | 5-1           | 16 feb.       |
| 25 set.     | 0-0         | Genoa-Bologna        | 3-0           | 15 feb.       |
| 25 set.     | 1-0         | Inter-Lazio          | 1-2           | 16 feb.       |
| 25 set.     | 0-1         | Napoli-Cagliari      | 1-0           | 16 feb.       |
| 25 set.     | 1-0         | Parma-Sassuolo       | 1-0           | 16 feb.       |
| 25 set.     | 0-2         | Roma-Atalanta        | 1-2           | 15 feb.       |
| 25 set.     | 1-3         | SPAL-Lecce           | 1-2           | 15 feb.       |
| 26 set.     | 2-1         | Torino-Milan         | 0-1           | 17 feb.       |
| 24 set.     | 0-0         | Verona-Udinese       | 0-0           | 16 feb.       |

| andata (6ª) | andata (6ª) | 6ª giornata       | ritorno (25ª) | ritorno (25ª) |
|             |             |                   |               |               |
| 29 set.     | 1-1         | Cagliari-Verona   | 1-2           | 20 giu.       |
| 28 set.     | 2-0         | Juventus-SPAL     | 2-1           | 22 feb.       |
| 29 set.     | 4-0         | Lazio-Genoa       | 3-2           | 23 feb.       |
| 29 set.     | 0-1         | Lecce-Roma        | 0-4           | 23 feb.       |
| 29 set.     | 1-3         | Milan-Fiorentina  | 1-1           | 22 feb.       |
| 29 set.     | 2-1         | Napoli-Brescia    | 2-1           | 21 feb.       |
| 30 set.     | 3-2         | Parma-Torino      | 1-1           | 20 giu.       |
| 28 set.     | 1-3         | Sampdoria-Inter   | 1-2           | 21 giu.       |
| 28 set.     | 1-4         | Sassuolo-Atalanta | 1-4           | 21 giu.       |
| 29 set.     | 1-0         | Udinese-Bologna   | 1-1           | 22 feb.       |

| andata (7ª) | andata (7ª) | 7ª giornata        | ritorno (26ª) | ritorno (26ª) |
|             |             |                    |               |               |
| 6 ott.      | 3-1         | Atalanta-Lecce     | 7-2           | 1º mar.       |
| 6 ott.      | 2-2         | Bologna-Lazio      | 0-2           | 29 feb.       |
| 18 dic.     | 0-2         | Brescia-Sassuolo   | 0-3           | 9 mar.        |
| 6 ott.      | 1-0         | Fiorentina-Udinese | 0-0           | 8 mar.        |
| 5 ott.      | 1-2         | Genoa-Milan        | 2-1           | 8 mar.        |
| 6 ott.      | 1-2         | Inter-Juventus     | 0-2           | 8 mar.        |
| 6 ott.      | 1-1         | Roma-Cagliari      | 4-3           | 1º mar.       |
| 5 ott.      | 1-0         | SPAL-Parma         | 1-0           | 8 mar.        |
| 6 ott.      | 0-0         | Torino-Napoli      | 1-2           | 29 feb.       |
| 5 ott.      | 2-0         | Verona-Sampdoria   | 1-2           | 8 mar.        |

| andata (8ª) | andata (8ª) | 8ª giornata        | ritorno (27ª) | ritorno (27ª) |
|             |             |                    |               |               |
| 21 ott.     | 0-0         | Brescia-Fiorentina | 1-1           | 22 giu.       |
| 20 ott.     | 2-0         | Cagliari-SPAL      | 1-0           | 23 giu.       |
| 19 ott.     | 2-1         | Juventus-Bologna   | 2-0           | 22 giu.       |
| 19 ott.     | 3-3         | Lazio-Atalanta     | 2-3           | 24 giu.       |
| 20 ott.     | 2-2         | Milan-Lecce        | 4-1           | 22 giu.       |
| 19 ott.     | 2-0         | Napoli-Verona      | 2-0           | 23 giu.       |
| 20 ott.     | 5-1         | Parma-Genoa        | 4-1           | 23 giu.       |
| 20 ott.     | 0-0         | Sampdoria-Roma     | 1-2           | 24 giu.       |
| 20 ott.     | 3-4         | Sassuolo-Inter     | 3-3           | 24 giu.       |
| 20 ott.     | 1-0         | Udinese-Torino     | 0-1           | 23 giu.       |

| andata (7ª) | andata (7ª) | 7ª giornata        | ritorno (26ª) | ritorno (26ª) |
|             |             |                    |               |               |
| 6 ott.      | 3-1         | Atalanta-Lecce     | 7-2           | 1º mar.       |
| 6 ott.      | 2-2         | Bologna-Lazio      | 0-2           | 29 feb.       |
| 18 dic.     | 0-2         | Brescia-Sassuolo   | 0-3           | 9 mar.        |
| 6 ott.      | 1-0         | Fiorentina-Udinese | 0-0           | 8 mar.        |
| 5 ott.      | 1-2         | Genoa-Milan        | 2-1           | 8 mar.        |
| 6 ott.      | 1-2         | Inter-Juventus     | 0-2           | 8 mar.        |
| 6 ott.      | 1-1         | Roma-Cagliari      | 4-3           | 1º mar.       |
| 5 ott.      | 1-0         | SPAL-Parma         | 1-0           | 8 mar.        |
| 6 ott.      | 0-0         | Torino-Napoli      | 1-2           | 29 feb.       |
| 5 ott.      | 2-0         | Verona-Sampdoria   | 1-2           | 8 mar.        |

| andata (8ª) | andata (8ª) | 8ª giornata        | ritorno (27ª) | ritorno (27ª) |
|             |             |                    |               |               |
| 21 ott.     | 0-0         | Brescia-Fiorentina | 1-1           | 22 giu.       |
| 20 ott.     | 2-0         | Cagliari-SPAL      | 1-0           | 23 giu.       |
| 19 ott.     | 2-1         | Juventus-Bologna   | 2-0           | 22 giu.       |
| 19 ott.     | 3-3         | Lazio-Atalanta     | 2-3           | 24 giu.       |
| 20 ott.     | 2-2         | Milan-Lecce        | 4-1           | 22 giu.       |
| 19 ott.     | 2-0         | Napoli-Verona      | 2-0           | 23 giu.       |
| 20 ott.     | 5-1         | Parma-Genoa        | 4-1           | 23 giu.       |
| 20 ott.     | 0-0         | Sampdoria-Roma     | 1-2           | 24 giu.       |
| 20 ott.     | 3-4         | Sassuolo-Inter     | 3-3           | 24 giu.       |
| 20 ott.     | 1-0         | Udinese-Torino     | 0-1           | 23 giu.       |

| andata (9ª) | andata (9ª) | 9ª giornata       | ritorno (28ª) | ritorno (28ª) |
|             |             |                   |               |               |
| 27 ott.     | 7-1         | Atalanta-Udinese  | 3-2           | 28 giu.       |
| 27 ott.     | 2-1         | Bologna-Sampdoria | 2-1           | 28 giu.       |
| 27 ott.     | 1-2         | Fiorentina-Lazio  | 1-2           | 27 giu.       |
| 26 ott.     | 3-1         | Genoa-Brescia     | 2-2           | 27 giu.       |
| 26 ott.     | 2-2         | Inter-Parma       | 2-1           | 28 giu.       |
| 26 ott.     | 1-1         | Lecce-Juventus    | 0-4           | 26 giu.       |
| 27 ott.     | 2-1         | Roma-Milan        | 0-2           | 28 giu.       |
| 27 ott.     | 1-1         | SPAL-Napoli       | 1-3           | 28 giu.       |
| 27 ott.     | 1-1         | Torino-Cagliari   | 2-4           | 27 giu.       |
| 25 ott.     | 0-1         | Verona-Sassuolo   | 3-3           | 28 giu.       |

| andata (10ª) | andata (10ª) | 10ª giornata        | ritorno (29ª) | ritorno (29ª) |
|              |              |                     |               |               |
| 29 ott.      | 1-2          | Brescia-Inter       | 0-6           | 1º lug.       |
| 30 ott.      | 3-2          | Cagliari-Bologna    | 1-1           | 1º lug.       |
| 30 ott.      | 2-1          | Juventus-Genoa      | 3-1           | 30 giu.       |
| 30 ott.      | 4-0          | Lazio-Torino        | 2-1           | 30 giu.       |
| 31 ott.      | 1-0          | Milan-SPAL          | 2-2           | 1º lug.       |
| 30 ott.      | 2-2          | Napoli-Atalanta     | 0-2           | 2 lug.        |
| 29 ott.      | 0-1          | Parma-Verona        | 2-3           | 1º lug.       |
| 30 ott.      | 1-1          | Sampdoria-Lecce     | 2-1           | 1º lug.       |
| 30 ott.      | 1-2          | Sassuolo-Fiorentina | 3-1           | 1º lug.       |
| 30 ott.      | 0-4          | Udinese-Roma        | 2-0           | 2 lug.        |

| andata (9ª) | andata (9ª) | 9ª giornata       | ritorno (28ª) | ritorno (28ª) |
|             |             |                   |               |               |
| 27 ott.     | 7-1         | Atalanta-Udinese  | 3-2           | 28 giu.       |
| 27 ott.     | 2-1         | Bologna-Sampdoria | 2-1           | 28 giu.       |
| 27 ott.     | 1-2         | Fiorentina-Lazio  | 1-2           | 27 giu.       |
| 26 ott.     | 3-1         | Genoa-Brescia     | 2-2           | 27 giu.       |
| 26 ott.     | 2-2         | Inter-Parma       | 2-1           | 28 giu.       |
| 26 ott.     | 1-1         | Lecce-Juventus    | 0-4           | 26 giu.       |
| 27 ott.     | 2-1         | Roma-Milan        | 0-2           | 28 giu.       |
| 27 ott.     | 1-1         | SPAL-Napoli       | 1-3           | 28 giu.       |
| 27 ott.     | 1-1         | Torino-Cagliari   | 2-4           | 27 giu.       |
| 25 ott.     | 0-1         | Verona-Sassuolo   | 3-3           | 28 giu.       |

| andata (10ª) | andata (10ª) | 10ª giornata        | ritorno (29ª) | ritorno (29ª) |
|              |              |                     |               |               |
| 29 ott.      | 1-2          | Brescia-Inter       | 0-6           | 1º lug.       |
| 30 ott.      | 3-2          | Cagliari-Bologna    | 1-1           | 1º lug.       |
| 30 ott.      | 2-1          | Juventus-Genoa      | 3-1           | 30 giu.       |
| 30 ott.      | 4-0          | Lazio-Torino        | 2-1           | 30 giu.       |
| 31 ott.      | 1-0          | Milan-SPAL          | 2-2           | 1º lug.       |
| 30 ott.      | 2-2          | Napoli-Atalanta     | 0-2           | 2 lug.        |
| 29 ott.      | 0-1          | Parma-Verona        | 2-3           | 1º lug.       |
| 30 ott.      | 1-1          | Sampdoria-Lecce     | 2-1           | 1º lug.       |
| 30 ott.      | 1-2          | Sassuolo-Fiorentina | 3-1           | 1º lug.       |
| 30 ott.      | 0-4          | Udinese-Roma        | 2-0           | 2 lug.        |

| andata (11ª) | andata (11ª) | 11ª giornata      | ritorno (30ª) | ritorno (30ª) |
|              |              |                   |               |               |
| 3 nov.       | 0-2          | Atalanta-Cagliari | 1-0           | 5 lug.        |
| 2 nov.       | 1-2          | Bologna-Inter     | 2-1           | 5 lug.        |
| 3 nov.       | 1-1          | Fiorentina-Parma  | 2-1           | 5 lug.        |
| 3 nov.       | 1-3          | Genoa-Udinese     | 2-2           | 5 lug.        |
| 3 nov.       | 2-2          | Lecce-Sassuolo    | 2-4           | 4 lug.        |
| 3 nov.       | 1-2          | Milan-Lazio       | 3-0           | 4 lug.        |
| 2 nov.       | 2-1          | Roma-Napoli       | 1-2           | 5 lug.        |
| 4 nov.       | 0-1          | SPAL-Sampdoria    | 0-3           | 5 lug.        |
| 2 nov.       | 0-1          | Torino-Juventus   | 1-4           | 4 lug.        |
| 3 nov.       | 2-1          | Verona-Brescia    | 0-2           | 5 lug.        |

| andata (12ª) | andata (12ª) | 12ª giornata        | ritorno (31ª) | ritorno (31ª) |
|              |              |                     |               |               |
| 9 nov.       | 0-4          | Brescia-Torino      | 1-3           | 8 lug.        |
| 10 nov.      | 5-2          | Cagliari-Fiorentina | 0-0           | 8 lug.        |
| 9 nov.       | 2-1          | Inter-Verona        | 2-2           | 9 lug.        |
| 10 nov.      | 1-0          | Juventus-Milan      | 2-4           | 7 lug.        |
| 10 nov.      | 4-2          | Lazio-Lecce         | 1-2           | 7 lug.        |
| 9 nov.       | 0-0          | Napoli-Genoa        | 2-1           | 8 lug.        |
| 10 nov.      | 2-0          | Parma-Roma          | 1-2           | 8 lug.        |
| 10 nov.      | 0-0          | Sampdoria-Atalanta  | 0-2           | 8 lug.        |
| 8 nov.       | 3-1          | Sassuolo-Bologna    | 2-1           | 8 lug.        |
| 10 nov.      | 0-0          | Udinese-SPAL        | 3-0           | 9 lug.        |

| andata (11ª) | andata (11ª) | 11ª giornata      | ritorno (30ª) | ritorno (30ª) |
|              |              |                   |               |               |
| 3 nov.       | 0-2          | Atalanta-Cagliari | 1-0           | 5 lug.        |
| 2 nov.       | 1-2          | Bologna-Inter     | 2-1           | 5 lug.        |
| 3 nov.       | 1-1          | Fiorentina-Parma  | 2-1           | 5 lug.        |
| 3 nov.       | 1-3          | Genoa-Udinese     | 2-2           | 5 lug.        |
| 3 nov.       | 2-2          | Lecce-Sassuolo    | 2-4           | 4 lug.        |
| 3 nov.       | 1-2          | Milan-Lazio       | 3-0           | 4 lug.        |
| 2 nov.       | 2-1          | Roma-Napoli       | 1-2           | 5 lug.        |
| 4 nov.       | 0-1          | SPAL-Sampdoria    | 0-3           | 5 lug.        |
| 2 nov.       | 0-1          | Torino-Juventus   | 1-4           | 4 lug.        |
| 3 nov.       | 2-1          | Verona-Brescia    | 0-2           | 5 lug.        |

| andata (12ª) | andata (12ª) | 12ª giornata        | ritorno (31ª) | ritorno (31ª) |
|              |              |                     |               |               |
| 9 nov.       | 0-4          | Brescia-Torino      | 1-3           | 8 lug.        |
| 10 nov.      | 5-2          | Cagliari-Fiorentina | 0-0           | 8 lug.        |
| 9 nov.       | 2-1          | Inter-Verona        | 2-2           | 9 lug.        |
| 10 nov.      | 1-0          | Juventus-Milan      | 2-4           | 7 lug.        |
| 10 nov.      | 4-2          | Lazio-Lecce         | 1-2           | 7 lug.        |
| 9 nov.       | 0-0          | Napoli-Genoa        | 2-1           | 8 lug.        |
| 10 nov.      | 2-0          | Parma-Roma          | 1-2           | 8 lug.        |
| 10 nov.      | 0-0          | Sampdoria-Atalanta  | 0-2           | 8 lug.        |
| 8 nov.       | 3-1          | Sassuolo-Bologna    | 2-1           | 8 lug.        |
| 10 nov.      | 0-0          | Udinese-SPAL        | 3-0           | 9 lug.        |

| andata (13ª) | andata (13ª) | 13ª giornata      | ritorno (32ª) | ritorno (32ª) |
|              |              |                   |               |               |
| 23 nov.      | 1-3          | Atalanta-Juventus | 2-2           | 11 lug.       |
| 24 nov.      | 2-2          | Bologna-Parma     | 2-2           | 12 lug.       |
| 25 nov.      | 2-2          | Lecce-Cagliari    | 0-0           | 12 lug.       |
| 23 nov.      | 1-1          | Milan-Napoli      | 2-2           | 12 lug.       |
| 24 nov.      | 3-0          | Roma-Brescia      | 3-0           | 11 lug.       |
| 24 nov.      | 2-1          | Sampdoria-Udinese | 3-1           | 12 lug.       |
| 24 nov.      | 1-2          | Sassuolo-Lazio    | 2-1           | 11 lug.       |
| 25 nov.      | 1-1          | SPAL-Genoa        | 0-2           | 12 lug.       |
| 23 nov.      | 0-3          | Torino-Inter      | 1-3           | 13 lug.       |
| 24 nov.      | 1-0          | Verona-Fiorentina | 1-1           | 12 lug.       |

| andata (14ª) | andata (14ª) | 14ª giornata       | ritorno (33ª) | ritorno (33ª) |
|              |              |                    |               |               |
| 30 nov.      | 0-3          | Brescia-Atalanta   | 2-6           | 14 lug.       |
| 2 dic.       | 4-3          | Cagliari-Sampdoria | 0-3           | 15 lug.       |
| 30 nov.      | 0-1          | Fiorentina-Lecce   | 3-1           | 15 lug.       |
| 30 nov.      | 0-1          | Genoa-Torino       | 0-3           | 16 lug.       |
| 1º dic.      | 2-1          | Inter-SPAL         | 4-0           | 16 lug.       |
| 1º dic.      | 2-2          | Juventus-Sassuolo  | 3-3           | 15 lug.       |
| 1º dic.      | 3-0          | Lazio-Udinese      | 0-0           | 15 lug.       |
| 1º dic.      | 1-2          | Napoli-Bologna     | 1-1           | 15 lug.       |
| 1º dic.      | 0-1          | Parma-Milan        | 1-3           | 15 lug.       |
| 1º dic.      | 1-3          | Verona-Roma        | 1-2           | 15 lug.       |

| andata (13ª) | andata (13ª) | 13ª giornata      | ritorno (32ª) | ritorno (32ª) |
|              |              |                   |               |               |
| 23 nov.      | 1-3          | Atalanta-Juventus | 2-2           | 11 lug.       |
| 24 nov.      | 2-2          | Bologna-Parma     | 2-2           | 12 lug.       |
| 25 nov.      | 2-2          | Lecce-Cagliari    | 0-0           | 12 lug.       |
| 23 nov.      | 1-1          | Milan-Napoli      | 2-2           | 12 lug.       |
| 24 nov.      | 3-0          | Roma-Brescia      | 3-0           | 11 lug.       |
| 24 nov.      | 2-1          | Sampdoria-Udinese | 3-1           | 12 lug.       |
| 24 nov.      | 1-2          | Sassuolo-Lazio    | 2-1           | 11 lug.       |
| 25 nov.      | 1-1          | SPAL-Genoa        | 0-2           | 12 lug.       |
| 23 nov.      | 0-3          | Torino-Inter      | 1-3           | 13 lug.       |
| 24 nov.      | 1-0          | Verona-Fiorentina | 1-1           | 12 lug.       |

| andata (14ª) | andata (14ª) | 14ª giornata       | ritorno (33ª) | ritorno (33ª) |
|              |              |                    |               |               |
| 30 nov.      | 0-3          | Brescia-Atalanta   | 2-6           | 14 lug.       |
| 2 dic.       | 4-3          | Cagliari-Sampdoria | 0-3           | 15 lug.       |
| 30 nov.      | 0-1          | Fiorentina-Lecce   | 3-1           | 15 lug.       |
| 30 nov.      | 0-1          | Genoa-Torino       | 0-3           | 16 lug.       |
| 1º dic.      | 2-1          | Inter-SPAL         | 4-0           | 16 lug.       |
| 1º dic.      | 2-2          | Juventus-Sassuolo  | 3-3           | 15 lug.       |
| 1º dic.      | 3-0          | Lazio-Udinese      | 0-0           | 15 lug.       |
| 1º dic.      | 1-2          | Napoli-Bologna     | 1-1           | 15 lug.       |
| 1º dic.      | 0-1          | Parma-Milan        | 1-3           | 15 lug.       |
| 1º dic.      | 1-3          | Verona-Roma        | 1-2           | 15 lug.       |

| andata (15ª) | andata (15ª) | 15ª giornata      | ritorno (34ª) | ritorno (34ª) |
|              |              |                   |               |               |
| 7 dic.       | 3-2          | Atalanta-Verona   | 1-1           | 18 lug.       |
| 8 dic.       | 2-3          | Bologna-Milan     | 1-5           | 18 lug.       |
| 6 dic.       | 0-0          | Inter-Roma        | 2-2           | 19 lug.       |
| 7 dic.       | 3-1          | Lazio-Juventus    | 1-2           | 20 lug.       |
| 8 dic.       | 2-2          | Lecce-Genoa       | 1-2           | 19 lug.       |
| 8 dic.       | 0-1          | Sampdoria-Parma   | 3-2           | 19 lug.       |
| 8 dic.       | 2-2          | Sassuolo-Cagliari | 1-1           | 18 lug.       |
| 8 dic.       | 0-1          | SPAL-Brescia      | 1-2           | 19 lug.       |
| 8 dic.       | 2-1          | Torino-Fiorentina | 0-2           | 19 lug.       |
| 7 dic.       | 1-1          | Udinese-Napoli    | 1-2           | 19 lug.       |

| andata (16ª) | andata (16ª) | 16ª giornata     | ritorno (35ª) | ritorno (35ª) |
|              |              |                  |               |               |
| 15 dic.      | 2-1          | Bologna-Atalanta | 0-1           | 21 lug.       |
| 14 dic.      | 3-0          | Brescia-Lecce    | 1-3           | 22 lug.       |
| 16 dic.      | 1-2          | Cagliari-Lazio   | 1-2           | 23 lug.       |
| 15 dic.      | 1-1          | Fiorentina-Inter | 0-0           | 22 lug.       |
| 14 dic.      | 0-1          | Genoa-Sampdoria  | 2-1           | 22 lug.       |
| 15 dic.      | 3-1          | Juventus-Udinese | 1-2           | 23 lug.       |
| 15 dic.      | 0-0          | Milan-Sassuolo   | 2-1           | 21 lug.       |
| 14 dic.      | 1-2          | Napoli-Parma     | 1-2           | 22 lug.       |
| 15 dic.      | 3-1          | Roma-SPAL        | 6-1           | 22 lug.       |
| 15 dic.      | 3-3          | Verona-Torino    | 1-1           | 22 lug.       |

| andata (15ª) | andata (15ª) | 15ª giornata      | ritorno (34ª) | ritorno (34ª) |
|              |              |                   |               |               |
| 7 dic.       | 3-2          | Atalanta-Verona   | 1-1           | 18 lug.       |
| 8 dic.       | 2-3          | Bologna-Milan     | 1-5           | 18 lug.       |
| 6 dic.       | 0-0          | Inter-Roma        | 2-2           | 19 lug.       |
| 7 dic.       | 3-1          | Lazio-Juventus    | 1-2           | 20 lug.       |
| 8 dic.       | 2-2          | Lecce-Genoa       | 1-2           | 19 lug.       |
| 8 dic.       | 0-1          | Sampdoria-Parma   | 3-2           | 19 lug.       |
| 8 dic.       | 2-2          | Sassuolo-Cagliari | 1-1           | 18 lug.       |
| 8 dic.       | 0-1          | SPAL-Brescia      | 1-2           | 19 lug.       |
| 8 dic.       | 2-1          | Torino-Fiorentina | 0-2           | 19 lug.       |
| 7 dic.       | 1-1          | Udinese-Napoli    | 1-2           | 19 lug.       |

| andata (16ª) | andata (16ª) | 16ª giornata     | ritorno (35ª) | ritorno (35ª) |
|              |              |                  |               |               |
| 15 dic.      | 2-1          | Bologna-Atalanta | 0-1           | 21 lug.       |
| 14 dic.      | 3-0          | Brescia-Lecce    | 1-3           | 22 lug.       |
| 16 dic.      | 1-2          | Cagliari-Lazio   | 1-2           | 23 lug.       |
| 15 dic.      | 1-1          | Fiorentina-Inter | 0-0           | 22 lug.       |
| 14 dic.      | 0-1          | Genoa-Sampdoria  | 2-1           | 22 lug.       |
| 15 dic.      | 3-1          | Juventus-Udinese | 1-2           | 23 lug.       |
| 15 dic.      | 0-0          | Milan-Sassuolo   | 2-1           | 21 lug.       |
| 14 dic.      | 1-2          | Napoli-Parma     | 1-2           | 22 lug.       |
| 15 dic.      | 3-1          | Roma-SPAL        | 6-1           | 22 lug.       |
| 15 dic.      | 3-3          | Verona-Torino    | 1-1           | 22 lug.       |

| andata (17ª) | andata (17ª) | 17ª giornata       | ritorno (36ª) | ritorno (36ª) |
|              |              |                    |               |               |
| 22 dic.      | 5-0          | Atalanta-Milan     | 1-1           | 24 lug.       |
| 20 dic.      | 1-4          | Fiorentina-Roma    | 1-2           | 26 lug.       |
| 21 dic.      | 4-0          | Inter-Genoa        | 3-0           | 25 lug.       |
| 5 feb.       | 0-0          | Lazio-Verona       | 5-1           | 26 lug.       |
| 22 dic.      | 2-3          | Lecce-Bologna      | 2-3           | 26 lug.       |
| 22 dic.      | 1-1          | Parma-Brescia      | 2-1           | 25 lug.       |
| 18 dic.      | 1-2          | Sampdoria-Juventus | 0-2           | 26 lug.       |
| 22 dic.      | 1-2          | Sassuolo-Napoli    | 0-2           | 25 lug.       |
| 21 dic.      | 1-2          | Torino-SPAL        | 1-1           | 26 lug.       |
| 21 dic.      | 2-1          | Udinese-Cagliari   | 1-0           | 26 lug.       |

| andata (18ª) | andata (18ª) | 18ª giornata       | ritorno (37ª) | ritorno (37ª) |
|              |              |                    |               |               |
| 6 gen.       | 5-0          | Atalanta-Parma     | 2-1           | 28 lug.       |
| 6 gen.       | 1-1          | Bologna-Fiorentina | 0-4           | 29 lug.       |
| 5 gen.       | 1-2          | Brescia-Lazio      | 0-2           | 29 lug.       |
| 5 gen.       | 2-1          | Genoa-Sassuolo     | 0-5           | 29 lug.       |
| 6 gen.       | 4-0          | Juventus-Cagliari  | 0-2           | 29 lug.       |
| 6 gen.       | 0-1          | Lecce-Udinese      | 2-1           | 29 lug.       |
| 6 gen.       | 0-0          | Milan-Sampdoria    | 4-1           | 29 lug.       |
| 6 gen.       | 1-3          | Napoli-Inter       | 0-2           | 28 lug.       |
| 5 gen.       | 0-2          | Roma-Torino        | 3-2           | 29 lug.       |
| 5 gen.       | 0-2          | SPAL-Verona        | 0-3           | 29 lug.       |

| andata (17ª) | andata (17ª) | 17ª giornata       | ritorno (36ª) | ritorno (36ª) |
|              |              |                    |               |               |
| 22 dic.      | 5-0          | Atalanta-Milan     | 1-1           | 24 lug.       |
| 20 dic.      | 1-4          | Fiorentina-Roma    | 1-2           | 26 lug.       |
| 21 dic.      | 4-0          | Inter-Genoa        | 3-0           | 25 lug.       |
| 5 feb.       | 0-0          | Lazio-Verona       | 5-1           | 26 lug.       |
| 22 dic.      | 2-3          | Lecce-Bologna      | 2-3           | 26 lug.       |
| 22 dic.      | 1-1          | Parma-Brescia      | 2-1           | 25 lug.       |
| 18 dic.      | 1-2          | Sampdoria-Juventus | 0-2           | 26 lug.       |
| 22 dic.      | 1-2          | Sassuolo-Napoli    | 0-2           | 25 lug.       |
| 21 dic.      | 1-2          | Torino-SPAL        | 1-1           | 26 lug.       |
| 21 dic.      | 2-1          | Udinese-Cagliari   | 1-0           | 26 lug.       |

| andata (18ª) | andata (18ª) | 18ª giornata       | ritorno (37ª) | ritorno (37ª) |
|              |              |                    |               |               |
| 6 gen.       | 5-0          | Atalanta-Parma     | 2-1           | 28 lug.       |
| 6 gen.       | 1-1          | Bologna-Fiorentina | 0-4           | 29 lug.       |
| 5 gen.       | 1-2          | Brescia-Lazio      | 0-2           | 29 lug.       |
| 5 gen.       | 2-1          | Genoa-Sassuolo     | 0-5           | 29 lug.       |
| 6 gen.       | 4-0          | Juventus-Cagliari  | 0-2           | 29 lug.       |
| 6 gen.       | 0-1          | Lecce-Udinese      | 2-1           | 29 lug.       |
| 6 gen.       | 0-0          | Milan-Sampdoria    | 4-1           | 29 lug.       |
| 6 gen.       | 1-3          | Napoli-Inter       | 0-2           | 28 lug.       |
| 5 gen.       | 0-2          | Roma-Torino        | 3-2           | 29 lug.       |
| 5 gen.       | 0-2          | SPAL-Verona        | 0-3           | 29 lug.       |

| \| andata (19ª) \| andata (19ª) \| 19ª giornata \| ritorno (38ª) \| ritorno (38ª) \| \| \| \| \| \| \| \| 11 gen. \| 0-2 \| Cagliari-Milan \| 0-3 \| 1º ago. \| \| 12 gen. \| 1-0 \| Fiorentina-SPAL \| 3-1 \| 2 ago. \| \| 11 gen. \| 1-1 \| Inter-Atalanta \| 2-0 \| 1º ago. \| \| 11 gen. \| 1-0 \| Lazio-Napoli \| 1-3 \| 1º ago. \| \| 13 gen. \| 2-0 \| Parma-Lecce \| 4-3 \| 2 ago. \| \| 12 gen. \| 1-2 \| Roma-Juventus \| 3-1 \| 1º ago. \| \| 12 gen. \| 5-1 \| Sampdoria-Brescia \| 1-1 \| 1º ago. \| \| 12 gen. \| 1-0 \| Torino-Bologna \| 1-1 \| 2 ago. \| \| 12 gen. \| 3-0 \| Udinese-Sassuolo \| 1-0 \| 2 ago. \| \| 12 gen. \| 2-1 \| Verona-Genoa \| 0-3 \| 2 ago. \| |              |                   |               |               |
| andata (19ª) | andata (19ª) | 19ª giornata      | ritorno (38ª) | ritorno (38ª) |
| |              |                   |               |               |
| 11 gen. | 0-2          | Cagliari-Milan    | 0-3           | 1º ago.       |
| 12 gen. | 1-0          | Fiorentina-SPAL   | 3-1           | 2 ago.        |
| 11 gen. | 1-1          | Inter-Atalanta    | 2-0           | 1º ago.       |
| 11 gen. | 1-0          | Lazio-Napoli      | 1-3           | 1º ago.       |
| 13 gen. | 2-0          | Parma-Lecce       | 4-3           | 2 ago.        |
| 12 gen. | 1-2          | Roma-Juventus     | 3-1           | 1º ago.       |
| 12 gen. | 5-1          | Sampdoria-Brescia | 1-1           | 1º ago.       |
| 12 gen. | 1-0          | Torino-Bologna    | 1-1           | 2 ago.        |
| 12 gen. | 3-0          | Udinese-Sassuolo  | 1-0           | 2 ago.        |
| 12 gen. | 2-1          | Verona-Genoa      | 0-3           | 2 ago.        |

| andata (19ª) | andata (19ª) | 19ª giornata      | ritorno (38ª) | ritorno (38ª) |
|              |              |                   |               |               |
| 11 gen.      | 0-2          | Cagliari-Milan    | 0-3           | 1º ago.       |
| 12 gen.      | 1-0          | Fiorentina-SPAL   | 3-1           | 2 ago.        |
| 11 gen.      | 1-1          | Inter-Atalanta    | 2-0           | 1º ago.       |
| 11 gen.      | 1-0          | Lazio-Napoli      | 1-3           | 1º ago.       |
| 13 gen.      | 2-0          | Parma-Lecce       | 4-3           | 2 ago.        |
| 12 gen.      | 1-2          | Roma-Juventus     | 3-1           | 1º ago.       |
| 12 gen.      | 5-1          | Sampdoria-Brescia | 1-1           | 1º ago.       |
| 12 gen.      | 1-0          | Torino-Bologna    | 1-1           | 2 ago.        |
| 12 gen.      | 3-0          | Udinese-Sassuolo  | 1-0           | 2 ago.        |
| 12 gen.      | 2-1          | Verona-Genoa      | 0-3           | 2 ago.        |

## Statistiche

### Squadre

#### Capoliste solitarie
|    | —— | ——    | ——    | ——    | ——    | ——       | ——       | ——       | ——       | ——       | ——       | ——       | ——    | ——    | ——  | ——  | ——  | ——       | ——       | ——       | ——       | ——  | ——       | ——       | ——       | ——       | ——       | ——       | ——       | ——       | ——       | ——       | ——       | ——       | ——       | ——       | ——       | —— |  |
|    |    | Inter | Inter | Inter | Inter | Juventus | Juventus | Juventus | Juventus | Juventus | Juventus | Juventus | Inter | Inter |     |     |     | Juventus | Juventus | Juventus | Juventus |     | Juventus | Juventus | Juventus | Juventus | Juventus | Juventus | Juventus | Juventus | Juventus | Juventus | Juventus | Juventus | Juventus | Juventus | Juventus |    |  |
|    |    |       |       |       |       |          |          |          |          |          |          |          |       |       |     |     |     |          |          |          |          |     |          |          |          |          |          |          |          |          |          |          |          |          |          |          |          |    |  |
|    |    |       |       |       |       |          |          |          |          |          |          |          |       |       |     |     |     |          |          |          |          |     |          |          |          |          |          |          |          |          |          |          |          |          |          |          |          |    |  |
| 1ª | 2ª | 3ª    | 4ª    | 5ª    | 6ª    | 7ª       | 8ª       | 9ª       | 10ª      | 11ª      | 12ª      | 13ª      | 14ª   | 15ª   | 16ª | 17ª | 18ª | 19ª      | 20ª      | 21ª      | 22ª      | 23ª | 24ª      | 25ª      | 26ª      | 27ª      | 28ª      | 29ª      | 30ª      | 31ª      | 32ª      | 33ª      | 34ª      | 35ª      | 36ª      | 37ª      | 38ª      |    |  |

#### Classifica in divenire
|            | 1ª | 2ª | 3ª | 4ª | 5ª | 6ª | 7ª | 8ª | 9ª | 10ª | 11ª | 12ª | 13ª | 14ª | 15ª | 16ª | 17ª | 18ª | 19ª | 20ª | 21ª | 22ª | 23ª | 24ª | 25ª | 26ª | 27ª | 28ª | 29ª | 30ª | 31ª | 32ª | 33ª | 34ª | 35ª | 36ª | 37ª | 38ª |
|            |    |    |    |    |    |    |    |    |    |     |     |     |     |     |     |     |     |     |     |     |     |     |     |     |     |     |     |     |     |     |     |     |     |     |     |     |     |     |
| ---------- | -- | -- | -- | -- | -- | -- | -- | -- | -- | --- | --- | --- | --- | --- | --- | --- | --- | --- | --- | --- | --- | --- | --- | --- | --- | --- | --- | --- | --- | --- | --- | --- | --- | --- | --- | --- | --- | --- |
| Atalanta   | 3  | 3  | 6  | 7  | 10 | 13 | 16 | 17 | 20 | 21  | 21  | 22  | 22  | 25  | 28  | 28  | 31  | 34  | 35  | 35  | 38  | 39  | 42  | 45  | 45* | 48  | 54* | 57  | 60  | 63  | 66  | 67  | 70  | 71  | 74  | 75  | 78  | 78  |
| Bologna    | 1  | 4  | 7  | 7  | 8  | 8  | 9  | 9  | 12 | 12  | 12  | 12  | 13  | 16  | 16  | 19  | 22  | 23  | 23  | 24  | 27  | 30  | 33  | 33  | 34  | 34  | 34  | 37  | 38  | 41  | 41  | 42  | 43  | 43  | 43  | 46  | 46  | 47  |
| Brescia    | 3  | 3  | 3  | 6  | 6  | 6  | 6  | 7  | 7  | 7   | 7   | 7   | 7   | 7   | 10  | 13  | 14  | 14  | 14  | 15  | 15  | 15  | 16  | 16  | 16  | 16  | 17  | 18  | 18  | 21  | 21  | 21  | 21  | 24  | 24  | 24  | 24  | 25  |
| Cagliari   | 0  | 0  | 3  | 6  | 9  | 10 | 11 | 14 | 15 | 18  | 21  | 24  | 25  | 28  | 29  | 29  | 29  | 29  | 29  | 30  | 31  | 32  | 32  | 32  | 32  | 32  | 35  | 38  | 39  | 39  | 40  | 41  | 41  | 42  | 42  | 42  | 45  | 45  |
| Fiorentina | 0  | 0  | 1  | 2  | 5  | 8  | 11 | 12 | 12 | 15  | 16  | 16  | 16  | 16  | 16  | 17  | 17  | 18  | 21  | 24  | 25  | 25  | 25  | 28  | 29  | 30  | 31  | 31  | 31  | 34  | 35  | 36  | 39  | 42  | 43  | 43  | 46  | 49  |
| Genoa      | 1  | 4  | 4  | 4  | 5  | 5  | 5  | 5  | 8  | 8   | 8   | 9   | 10  | 10  | 11  | 11  | 11  | 14  | 14  | 14  | 15  | 16  | 19  | 22  | 22  | 25  | 25  | 26  | 26  | 27  | 27  | 30  | 30  | 33  | 36  | 36  | 36  | 39  |
| Inter      | 3  | 6  | 9  | 12 | 15 | 18 | 18 | 21 | 22 | 25  | 28  | 31  | 34  | 37  | 38  | 39  | 42  | 45  | 46  | 47  | 48  | 51  | 54  | 54  | 54* | 54  | 58* | 61  | 64  | 64  | 65  | 68  | 71  | 72  | 73  | 76  | 79  | 82  |
| Juventus   | 3  | 6  | 7  | 10 | 13 | 16 | 19 | 22 | 23 | 26  | 29  | 32  | 35  | 36  | 36  | 39  | 42  | 45  | 48  | 51  | 51  | 54  | 54  | 57  | 60  | 63  | 66  | 69  | 72  | 75  | 75  | 76  | 77  | 80  | 80  | 83  | 83  | 83  |
| Lazio      | 3  | 4  | 4  | 7  | 7  | 10 | 11 | 12 | 15 | 18  | 21  | 24  | 27  | 30  | 33  | 36  | 36* | 39  | 42  | 45  | 46  | 49  | 53* | 56  | 59  | 62  | 62  | 65  | 68  | 68  | 68  | 68  | 69  | 69  | 72  | 75  | 78  | 78  |
| Lecce      | 0  | 0  | 3  | 3  | 6  | 6  | 6  | 7  | 8  | 9   | 10  | 10  | 11  | 14  | 15  | 15  | 15  | 15  | 15  | 16  | 16  | 19  | 22  | 25  | 25  | 25  | 25  | 25  | 25  | 25  | 28  | 29  | 29  | 29  | 32  | 32  | 35  | 35  |
| Milan      | 0  | 3  | 6  | 6  | 6  | 6  | 9  | 10 | 10 | 13  | 13  | 13  | 14  | 17  | 20  | 21  | 21  | 22  | 25  | 28  | 31  | 32  | 32  | 35  | 36  | 36  | 39  | 42  | 43  | 46  | 49  | 50  | 53  | 56  | 59  | 60  | 63  | 66  |
| Napoli     | 3  | 3  | 6  | 9  | 9  | 12 | 13 | 16 | 17 | 18  | 18  | 19  | 20  | 20  | 21  | 21  | 24  | 24  | 24  | 24  | 27  | 30  | 30  | 33  | 36  | 39  | 42  | 45  | 45  | 48  | 51  | 52  | 53  | 56  | 56  | 59  | 59  | 62  |
| Parma      | 0  | 3  | 3  | 3  | 6  | 9  | 9  | 12 | 13 | 13  | 14  | 17  | 18  | 18  | 21  | 24  | 25  | 25  | 28  | 28  | 31  | 32  | 32  | 35  | 35* | 35  | 39* | 39  | 39  | 39  | 39  | 40  | 40  | 40  | 43  | 46  | 46  | 49  |
| Roma       | 1  | 2  | 5  | 8  | 8  | 11 | 12 | 13 | 16 | 19  | 22  | 22  | 25  | 28  | 29  | 32  | 35  | 35  | 35  | 38  | 39  | 39  | 39  | 39  | 42  | 45  | 48  | 48  | 48  | 48  | 51  | 54  | 57  | 58  | 61  | 64  | 67  | 70  |
| Sampdoria  | 0  | 0  | 0  | 3  | 3  | 3  | 3  | 4  | 4  | 5   | 8   | 9   | 12  | 12  | 12  | 15  | 15  | 16  | 19  | 19  | 20  | 20  | 23  | 23  | 23  | 26  | 26  | 26  | 29  | 32  | 32  | 35  | 38  | 41  | 41  | 41  | 41  | 42  |
| Sassuolo   | 0  | 3  | 3  | 6  | 6  | 6  | 6* | 6  | 9  | 9   | 10  | 13  | 13  | 14  | 15  | 16  | 19* | 19  | 19  | 22  | 23  | 26  | 29  | 29  | 29  | 32  | 33  | 34  | 37  | 40  | 43  | 46  | 47  | 48  | 48  | 48  | 51  | 51  |
| SPAL       | 0  | 0  | 3  | 3  | 3  | 3  | 6  | 6  | 7  | 7   | 7   | 8   | 9   | 9   | 9   | 9   | 12  | 12  | 12  | 15  | 15  | 15  | 15  | 15  | 15  | 18  | 18  | 18  | 19  | 19  | 19  | 19  | 19  | 19  | 19  | 20  | 20  | 20  |
| Torino     | 3  | 6  | 6  | 6  | 9  | 9  | 10 | 10 | 11 | 11  | 11  | 14  | 14  | 17  | 20  | 21  | 21  | 24  | 27  | 27  | 27  | 27  | 27  | 27  | 27* | 27  | 31* | 31  | 31  | 31  | 34  | 34  | 37  | 37  | 38  | 39  | 39  | 40  |
| Udinese    | 3  | 3  | 3  | 3  | 4  | 7  | 7  | 10 | 10 | 10  | 13  | 14  | 14  | 14  | 15  | 15  | 18  | 21  | 24  | 24  | 24  | 24  | 25  | 26  | 27  | 28  | 28  | 28  | 31  | 32  | 35  | 35  | 36  | 36  | 39  | 42  | 42  | 45  |
| Verona     | 1  | 4  | 4  | 4  | 5  | 6  | 9  | 9  | 9  | 12  | 15  | 15  | 18  | 18  | 18  | 19  | 19* | 22  | 25  | 26  | 29  | 30  | 34* | 35  | 35* | 35  | 38* | 39  | 42  | 42  | 43  | 44  | 44  | 45  | 46  | 46  | 49  | 49  |

NOTA: gli incontri rinviati o sospesi vengono indicati da un asterisco, che è presente sia in corrispondenza del turno rinviato sia in corrispondenza del turno immediatamente successivo al recupero; esso serve a segnalare che, nella stessa giornata successiva al recupero, la formazione vincente dispone di un punteggio maggiore. L'asterisco non va utilizzato per la squadra che è uscita sconfitta dal recupero (né in corrispondenza del rinvio né per il recupero stesso), mentre è da usare per entrambe le squadre anche nel caso in cui il recupero si sia concluso con un pareggio.

#### Classifiche di rendimento

##### Rendimento andata-ritorno
| Andata     | Andata | Ritorno    | Ritorno |
|            |        |            |         |
| Juventus   | 48     | Atalanta   | 43      |
| Inter      | 46     | Milan      | 41      |
| Lazio      | 43     | Napoli     | 38      |
| Atalanta   | 35     | Inter      | 36      |
| Roma       | 35     | Juventus   | 35      |
| Cagliari   | 29     | Lazio      | 35      |
| Parma      | 28     | Roma       | 35      |
| Torino     | 27     | Sassuolo   | 32      |
| Verona     | 26     | Fiorentina | 28      |
| Milan      | 25     | Genoa      | 25      |
| Napoli     | 24     | Bologna    | 24      |
| Udinese    | 24     | Sampdoria  | 23      |
| Bologna    | 23     | Verona     | 23      |
| Fiorentina | 21     | Parma      | 21      |
| Sassuolo   | 19     | Udinese    | 21      |
| Sampdoria  | 19     | Lecce      | 20      |
| Lecce      | 15     | Cagliari   | 16      |
| Genoa      | 14     | Torino     | 13      |
| Brescia    | 14     | Brescia    | 11      |
| SPAL       | 12     | SPAL       | 8       |

##### Rendimento casa-trasferta
| Casa       | Casa | Trasferta  | Trasferta |
|            |      |            |           |
| Juventus   | 50   | Inter      | 43        |
| Lazio      | 45   | Atalanta   | 40        |
| Inter      | 39   | Roma       | 36        |
| Atalanta   | 38   | Juventus   | 33        |
| Roma       | 34   | Lazio      | 33        |
| Milan      | 33   | Milan      | 33        |
| Napoli     | 33   | Napoli     | 29        |
| Verona     | 32   | Fiorentina | 26        |
| Sassuolo   | 27   | Parma      | 26        |
| Cagliari   | 25   | Bologna    | 24        |
| Torino     | 25   | Sassuolo   | 24        |
| Udinese    | 24   | Udinese    | 21        |
| Bologna    | 23   | Cagliari   | 20        |
| Fiorentina | 23   | Sampdoria  | 20        |
| Parma      | 23   | Lecce      | 18        |
| Genoa      | 22   | Genoa      | 17        |
| Sampdoria  | 22   | Verona     | 17        |
| Lecce      | 17   | Torino     | 15        |
| Brescia    | 14   | Brescia    | 11        |
| SPAL       | 10   | SPAL       | 10        |

#### Primati stagionali
Squadre
- Maggior numero di vittorie: Juventus (26)
- Maggior numero di pareggi: Fiorentina e Verona (13)
- Maggior numero di sconfitte: SPAL (28)
- Minor numero di vittorie: SPAL (5)
- Minor numero di pareggi: Juventus e SPAL (5)
- Minor numero di sconfitte: Inter (4)
- Miglior attacco: Atalanta (98 gol fatti)
- Peggior attacco: SPAL (27 gol fatti)
- Miglior difesa: Inter (36 gol subiti)
- Peggior difesa: Lecce (85 gol subiti)
- Miglior differenza reti: Atalanta (+50)
- Peggior differenza reti: SPAL (-50)
- Miglior serie positiva: Lazio (21, 6ª-26ª)
- Peggior serie negativa: Brescia (9ª-14ª), Lecce (25ª-30ª) e SPAL (30ª-35ª) (6)
- Maggior numero di vittorie consecutive: Lazio (11, 9ª-19ª[156])

Partite
- Partita con più gol: Lecce-Atalanta 2-7 (26ª giornata) (9)
- Pareggio con più gol: Roma-Genoa 3-3 (1ª giornata), Lazio-Atalanta 3-3 (8ª giornata), Verona-Torino 3-3 (16ª giornata), Inter-Sassuolo 3-3 (27ª giornata), Sassuolo-Verona 3-3 (28ª giornata) e Sassuolo-Juventus 3-3 (33ª giornata) (6)
- Maggior scarto di gol: Torino-Atalanta 0-7 (7, 21ª giornata)
- Maggior numero di reti in una giornata: 40 (22ª e 28ª giornata)
- Minor numero di reti in una giornata: 18 (5ª giornata)
- Maggior numero di espulsioni in una giornata: 7 (7ª giornata)
- Maggior numero di pareggi in una giornata: 5 (32ª giornata)

Reti
- Si tratta della stagione più proficua in termini di gol segnati (1 154) dal campionato 1950-1951.

Record
- Inter-Juventus (1-2) del 6 ottobre 2019, valida per la 7ª giornata, è stata la partita in cui si è stabilito il record d'incasso per il campionato italiano di calcio, con 6 620 976 euro.[157]

### Individuali

#### Classifica marcatori
| Gol | Rigori |  | Giocatore         | Squadra  |
| --- | ------ |  | ----------------- | -------- |
| 36  | 14     |  | Ciro Immobile     | Lazio    |
| 31  | 12     |  | Cristiano Ronaldo | Juventus |
| 23  | 6      |  | Romelu Lukaku     | Inter    |
| 21  | 2      |  | Francesco Caputo  | Sassuolo |
| 18  | 1      |  | Duván Zapata      | Atalanta |
| 18  | 6      |  | Luis Muriel       | Atalanta |
| 18  | 4      |  | João Pedro        | Cagliari |
| 16  |        |  | Edin Džeko        | Roma     |
| 16  | 7      |  | Andrea Belotti    | Torino   |
| 15  |        |  | Josip Iličić      | Atalanta |
| 14  | 9      |  | Marco Mancosu     | Lecce    |
| 14  | 2      |  | Lautaro Martínez  | Inter    |
| 14  | 2      |  | Domenico Berardi  | Sassuolo |
| 12  |        |  | Andreas Cornelius | Parma    |
| 12  | 5      |  | Andrea Petagna    | SPAL     |
| 12  |        |  | Giovanni Simeone  | Cagliari |

#### MVP del mese
Di seguito i vincitori.
| Mese      | Giocatore               | Squadra    |
| --------- | ----------------------- | ---------- |
| Settembre | Franck Ribéry           | Fiorentina |
| Ottobre   | Ciro Immobile           | Lazio      |
| Novembre  | Radja Nainggolan        | Cagliari   |
| Dicembre  | Sergej Milinković-Savić | Lazio      |
| Gennaio   | Cristiano Ronaldo       | Juventus   |
| Febbraio  | Luis Alberto            | Lazio      |
| Giugno    | Alejandro Gómez         | Atalanta   |
| Luglio    | Paulo Dybala            | Juventus   |

#### Premi individuali della Lega Serie A
Di seguito i vincitori.
| Premio                 | Giocatore         | Squadra  |
| ---------------------- | ----------------- | -------- |
| Miglior portiere       | Wojciech Szczęsny | Juventus |
| Miglior difensore      | Stefan de Vrij    | Inter    |
| Miglior centrocampista | Alejandro Gómez   | Atalanta |
| Miglior attaccante     | Ciro Immobile     | Lazio    |
| Miglior giovane        | Dejan Kulusevski  | Parma    |
| Miglior giocatore      | Paulo Dybala      | Juventus |